# Costoja (Vallespir)
Costoja (en francès Coustouges) és una comuna nord-catalana de la comarca del Vallespir, situada a banda i banda de la carena principal dels pirinenca, per la qual cosa en bona part pertany a la conca de la Muga, a la subcomarca de l'Alta Garrotxa, mentre que l'altra part és plenament vallespirenc, de la conca del Tec.
El poble de Vila-roja va ser incorporat a Costoja entre 1790 i 1794.

## Etimologia
Tal com explica Joan Coromines en el seu Onomasticon Cataloniae, el topònim Costoja prové del llatí custōdǐa (guàrdia)), ja que era un lloc de vigilància de la zona, possiblement existent des de l'època dels romans. És citat amb les grafies Costogia (936), Custodia (segles XI/XII), Costoia (1339). Jean Sagnes hi coincideix.

## Geografia

Situació de la comuna de Costoja en el Vallespir

### Localització i característiques generals del terme
El terme comunal de Costoja, de 1.680 hectàrees d'extensió, està situat a l'extrem sud de la zona central de la comarca del Vallespir.
La principal característica del terme de Costoja és que és a banda i banda de la carena pirinenca principal: el sector meridional pertany al vessant sud de la carena, i és dins de la conca de la Muga, a la subcomarca de l'Alta Garrotxa; el septentrional, en canvi, és plenament vallespirenc, dins de la conca del Tec, a la vall de Sant Llorenç. A l'est del poble, a més, discorre el Riu Major, afluent de la Muga, que marca durant un tram del seu curs el límit entre Costoja i Maçanet de Cabrenys i, per tant, marca la frontera estatal. En el mateix poble de Costoja s'inicia un dels afluents de capçalera del Riu Major.
El terme de Costoja té dos pobles: el de Costoja, cap de la comuna, a la meitat oriental, i el de Vila-roja, que fou una comuna efímera després de la Revolució Francesa, a l'occidental.
|             | Sant Llorenç de Cerdans |                                   |
| Serrallonga |                         | Maçanet de Cabrenys (Alt Empordà) |
|             | Albanyà (Alt Empordà)   |                                   |

### El poble de Costoja

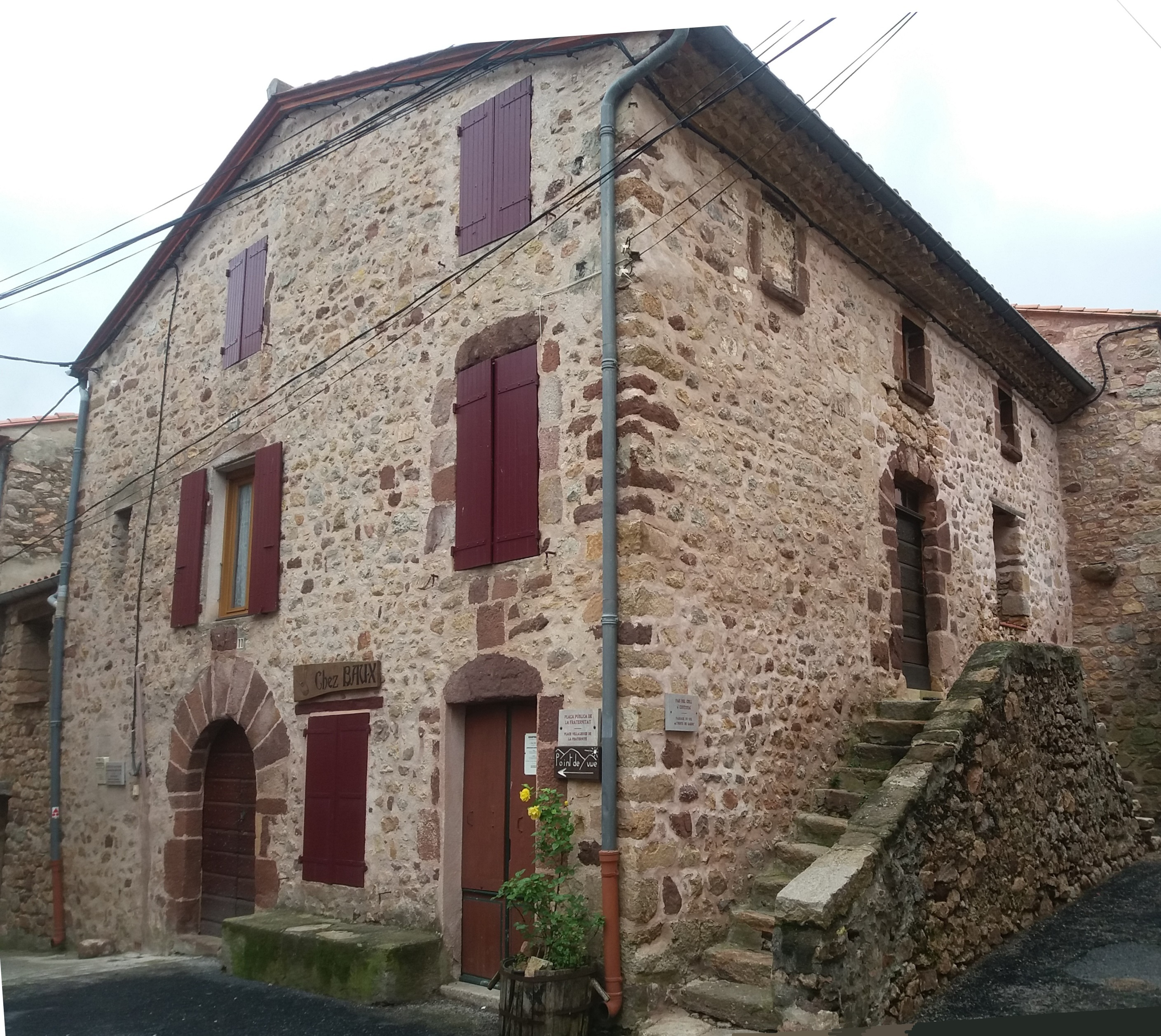
Casa Baus, a la plaça de Costoja

El poble de Costoja està situat a l'extrem nord de la meitat oriental del terme comunal, al lloc on neix la Ribera de Costoja, afluent del Tec. Molt a prop del poble, al sud i al sud-oest, es troba la carena principal dels Pirineus, de tal manera que més cap a migdia el terme de Costoja conforma tot el vessant nord de la vall de la Muga, i, per tant, forma part de l'Alta Garrotxa.
El poble està presidit per l'església parroquial de Santa Maria de Costoja, bell exemplar del romànic del segle xii. L'edifici actual, probablement el segon que va existir, fou consagrat pel bisbe d'Elna Udalgar de Castellnou, el 1142.
Costoja conserva quasi íntegre el traçat de l'antiga cellera formada a l'entorn de l'església de Santa Maria i del vell cementiri parroquial, que encara avui dia conserva al bell mig de la població les parets romàniques que el delimiten. La cellera tenia una forma trapezoïdal, perfectament observable avui dia, amb un petit barri a migdia, per on entraven els camins rals que comunicaven el poble amb el Vallespir i amb l'Empordà i un suau turonet a llevant, cosa que fa que el sector oriental del poble presenti alguns carrers amb lleugeres pujades. Hi destaquen les cases de Casa Baus, Can Cerdana, Can Ventura i la Pallera, i els indrets del Carrer del Fort, la Placeta de l'Abeurador, els Quatre Cantons i el Cementiri Vell. També hi ha el Rentador i el Pou de la Plaça.
Sense castell propi, el poble de Costoja tingué un castlà, que utilitzava el campanar de l'església com a torre de guaita i defensiva, com si fos un castell (1139: castellania de tintinabulo de Costoia).

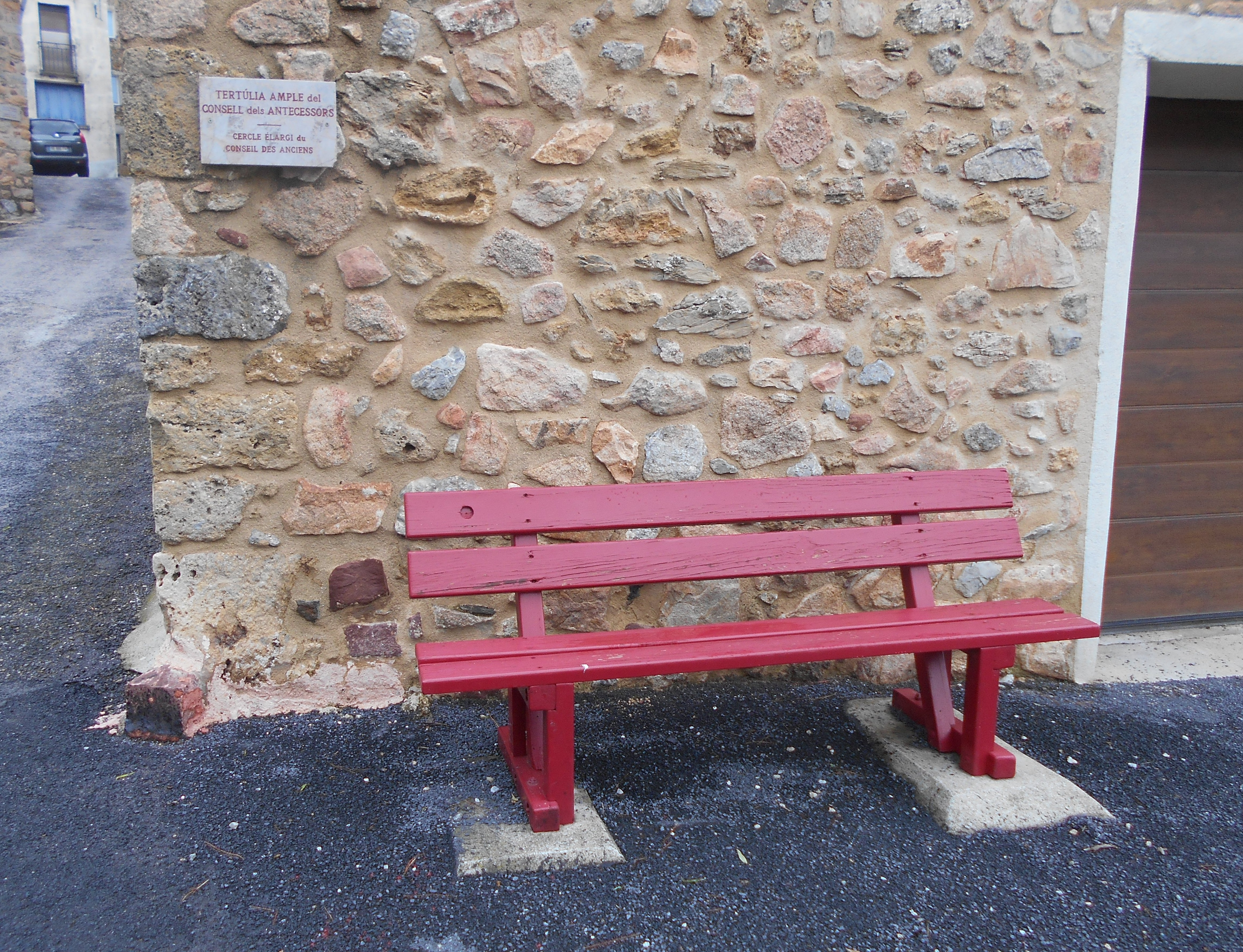
La Tertúlia ampla del Consell dels Antecessors

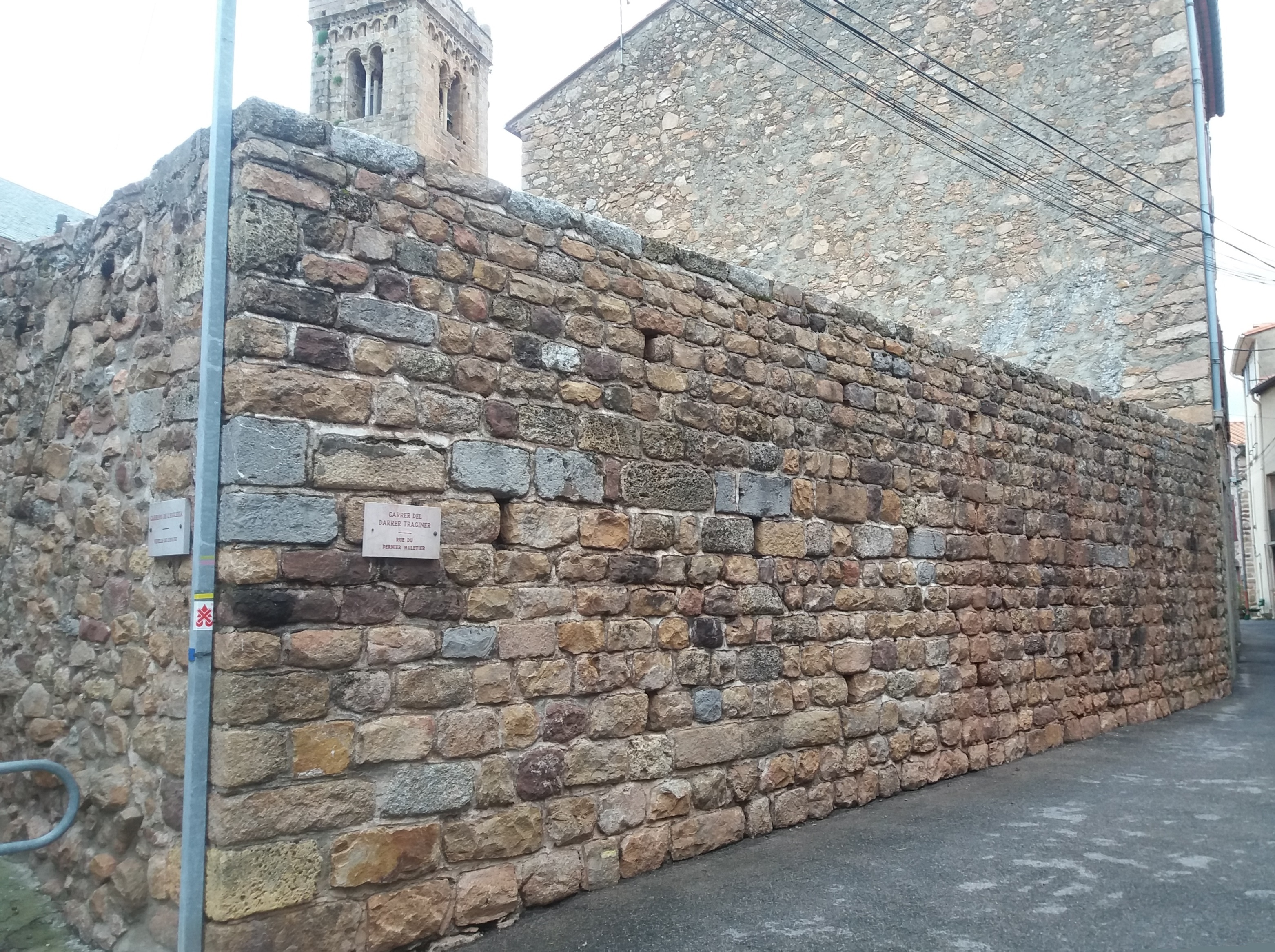
Mur medieval del cementiri

Entre les iniciatives de promoció turística del poble destaca la confecció i col·locació d'una cinquantena de plaques de pedra per tot el poble que recorden, amb un suau toc d'humor impregnat de nostàlgia, els seus indrets més destacats, des d'un banc en una de les entrades del poble, batejat com Tertúlia ampla del Consell dels antecessors, fins a una sortida del poble cap al camp amb el nom de Va-i-vé dels bracers i artigaires, passant per una raconada del poble on se solien asseure a mitja tarda els vilatans, on consta la placa Escapatòria dels tenaços xiuxiuejadors.
El visitant de Costoja, fent un tomb pels carrers i places del poble resseguint aquestes plaques, té a l'abast de la imaginació tota la vida social de Costoja i de la major part de pobles pagesos de muntanya d'unes quantes dècades enrere.
Algunes plaques dels carrers i places de Costoja

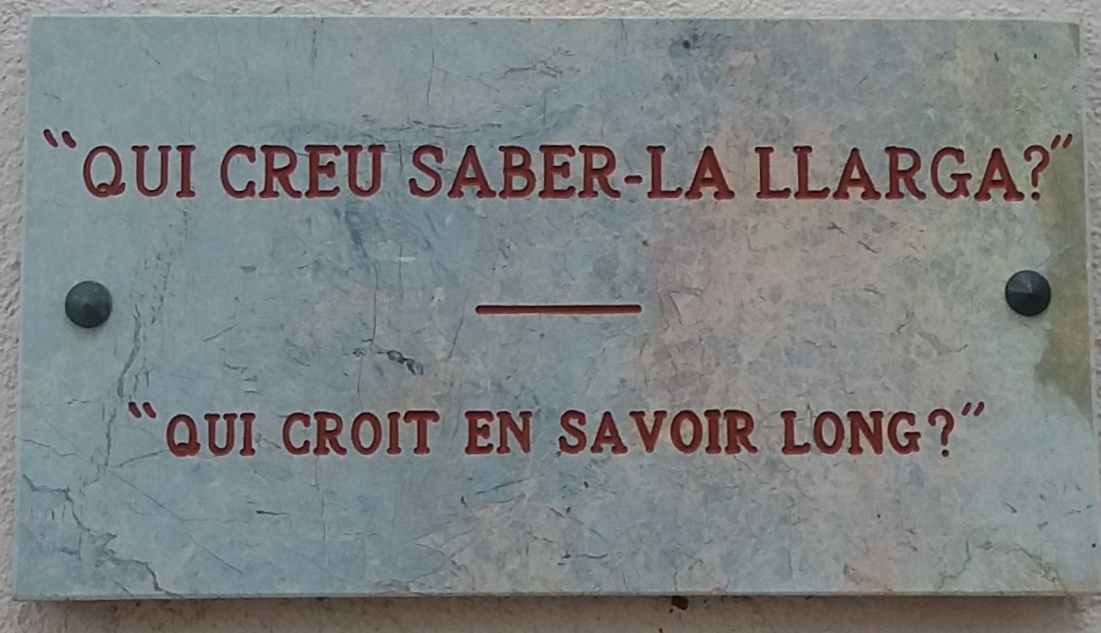
Qui creu saber-la llarga
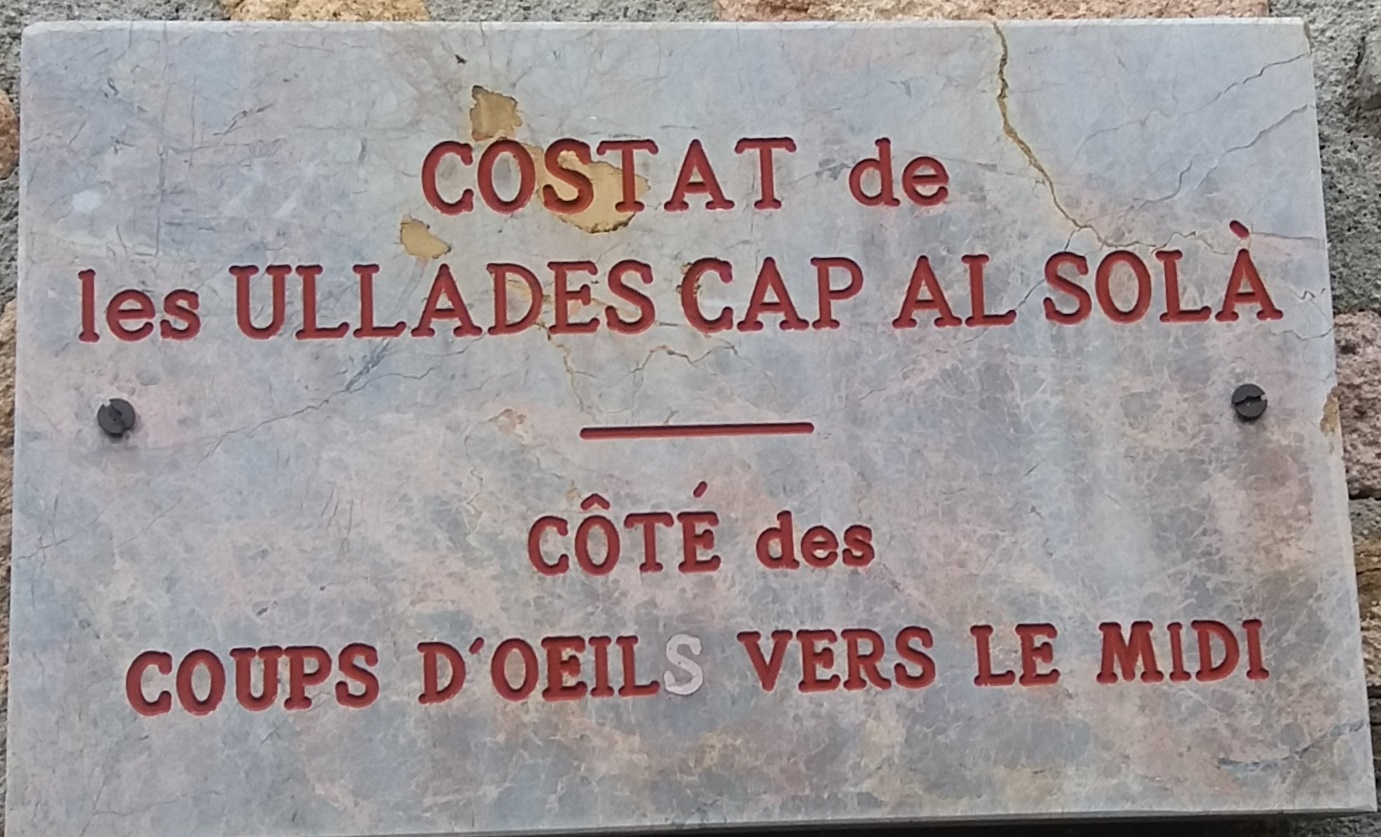
Costat de les ullades cap al Solà
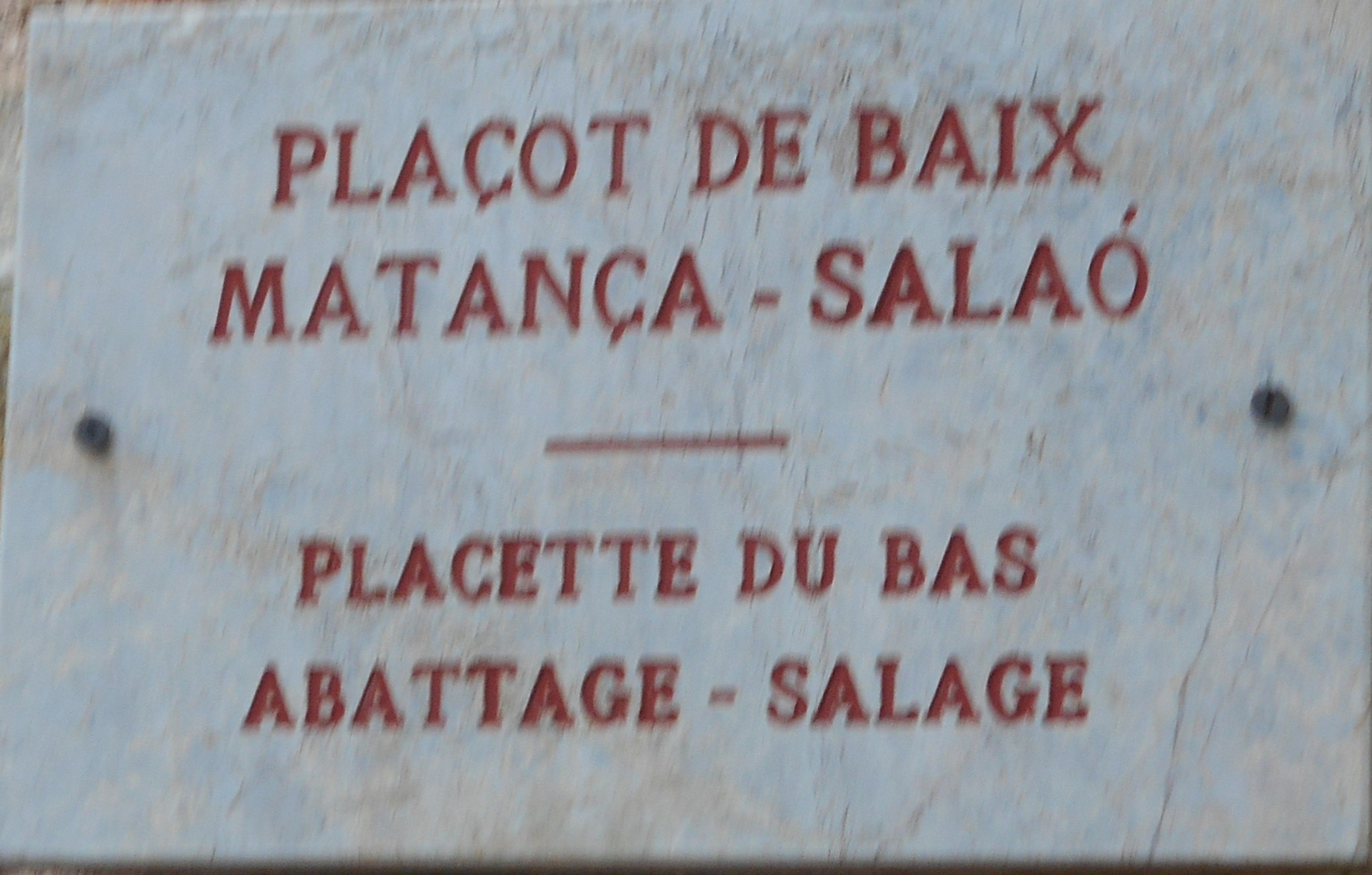
Plaçot de Baix. Matança - Salaó
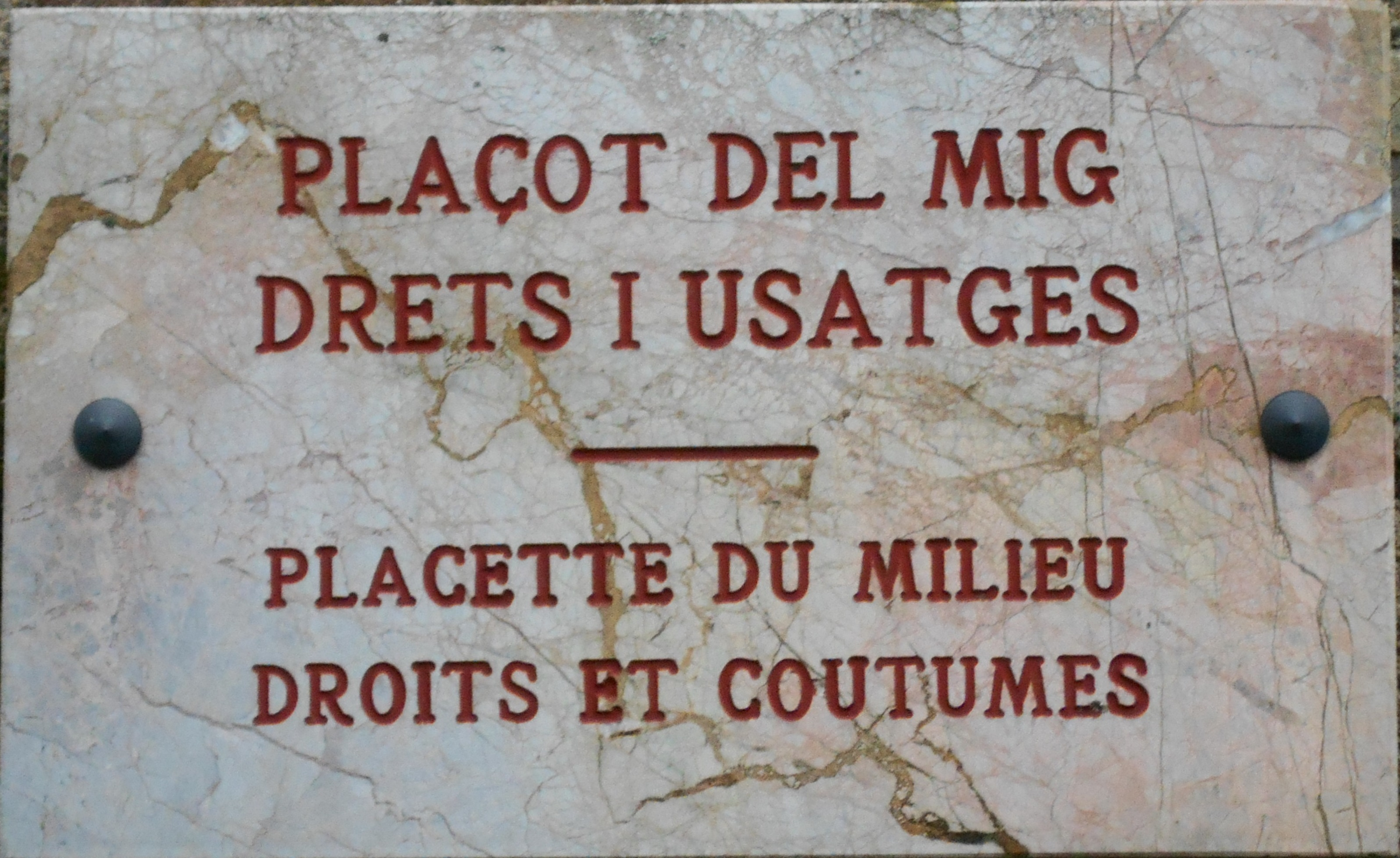
Plaçot del Mig. Drets i Usatges
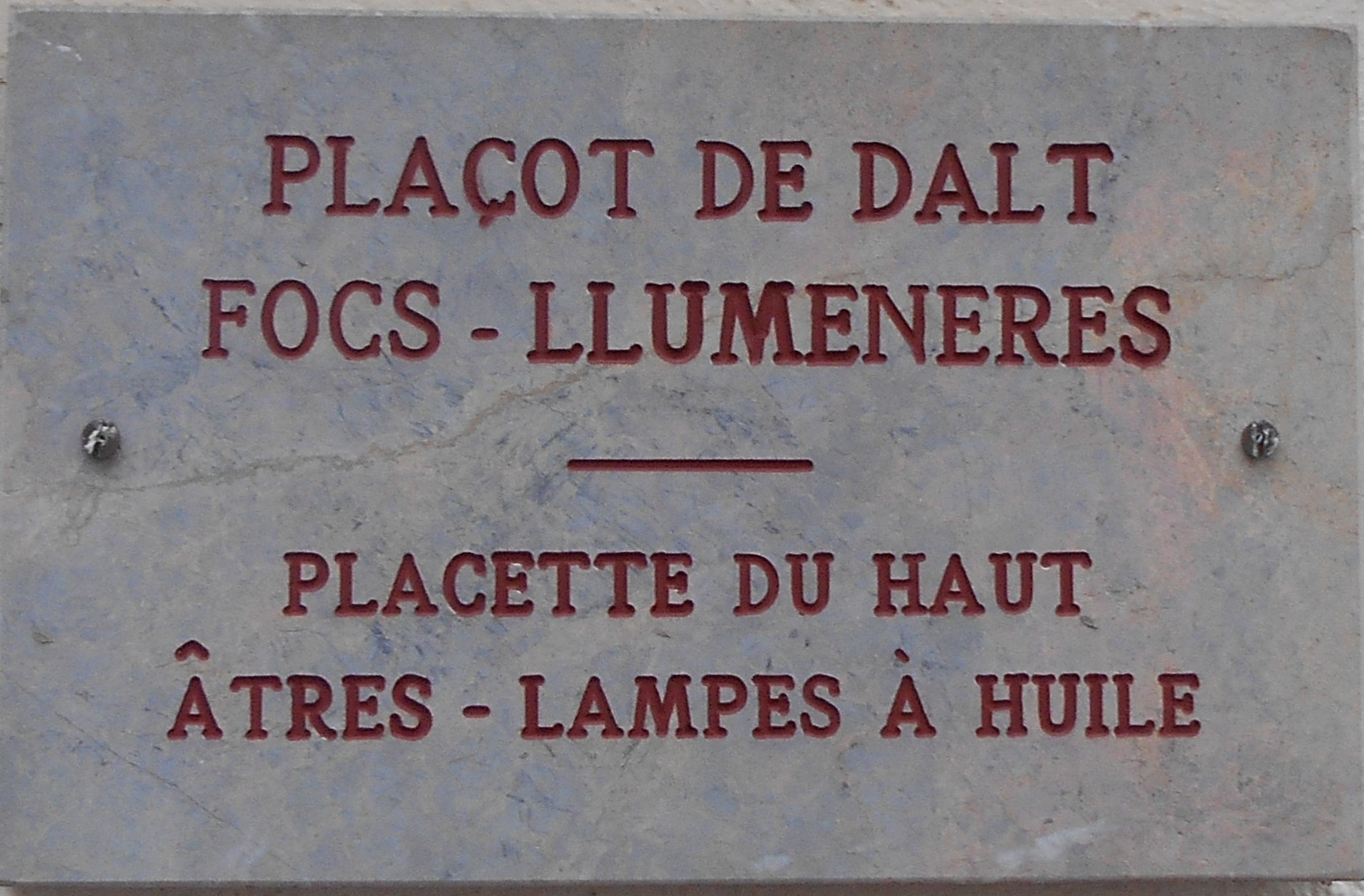
Plaçot de Dalt. Focs - Llumeneres
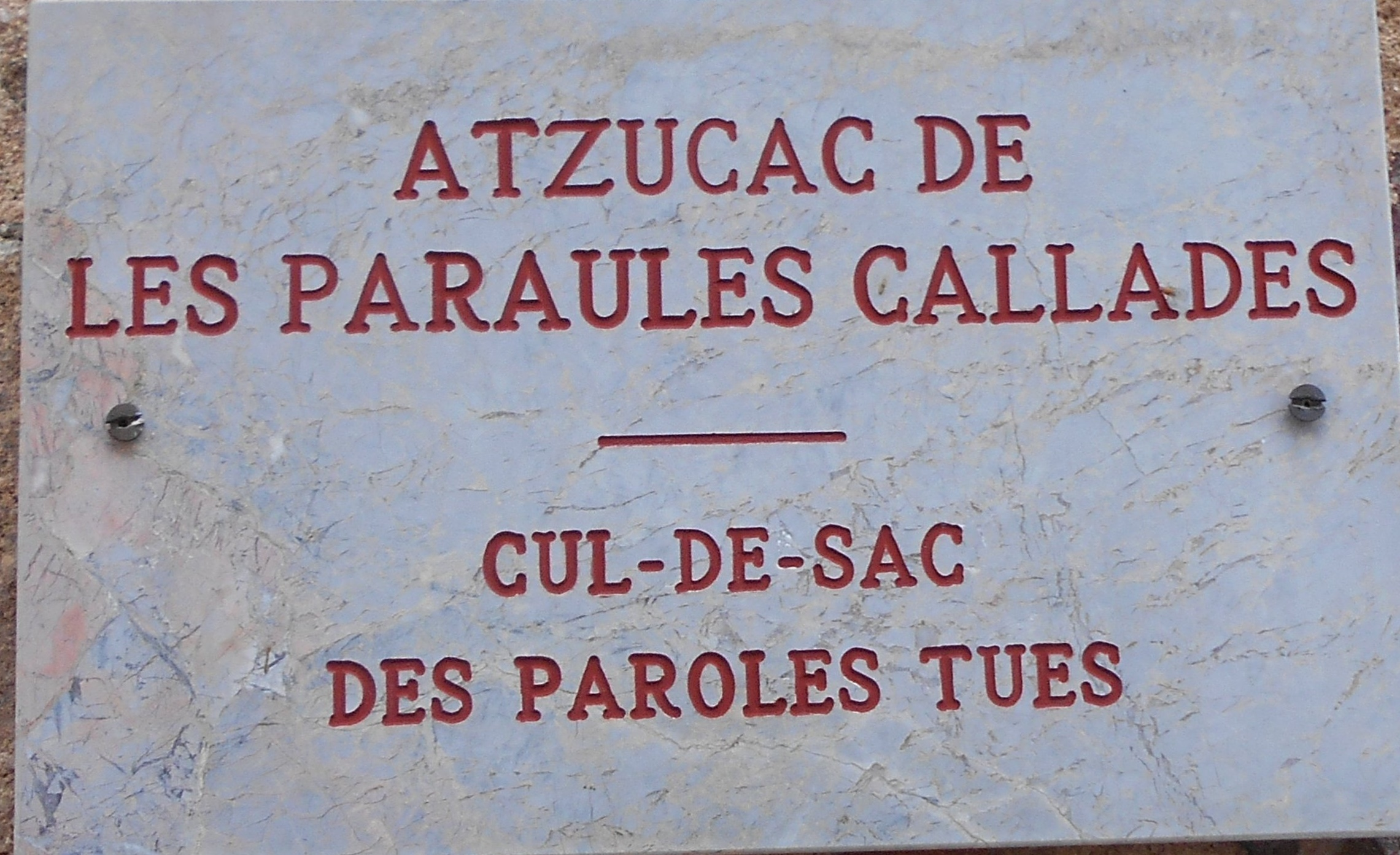
Atzucac de les paraules callades
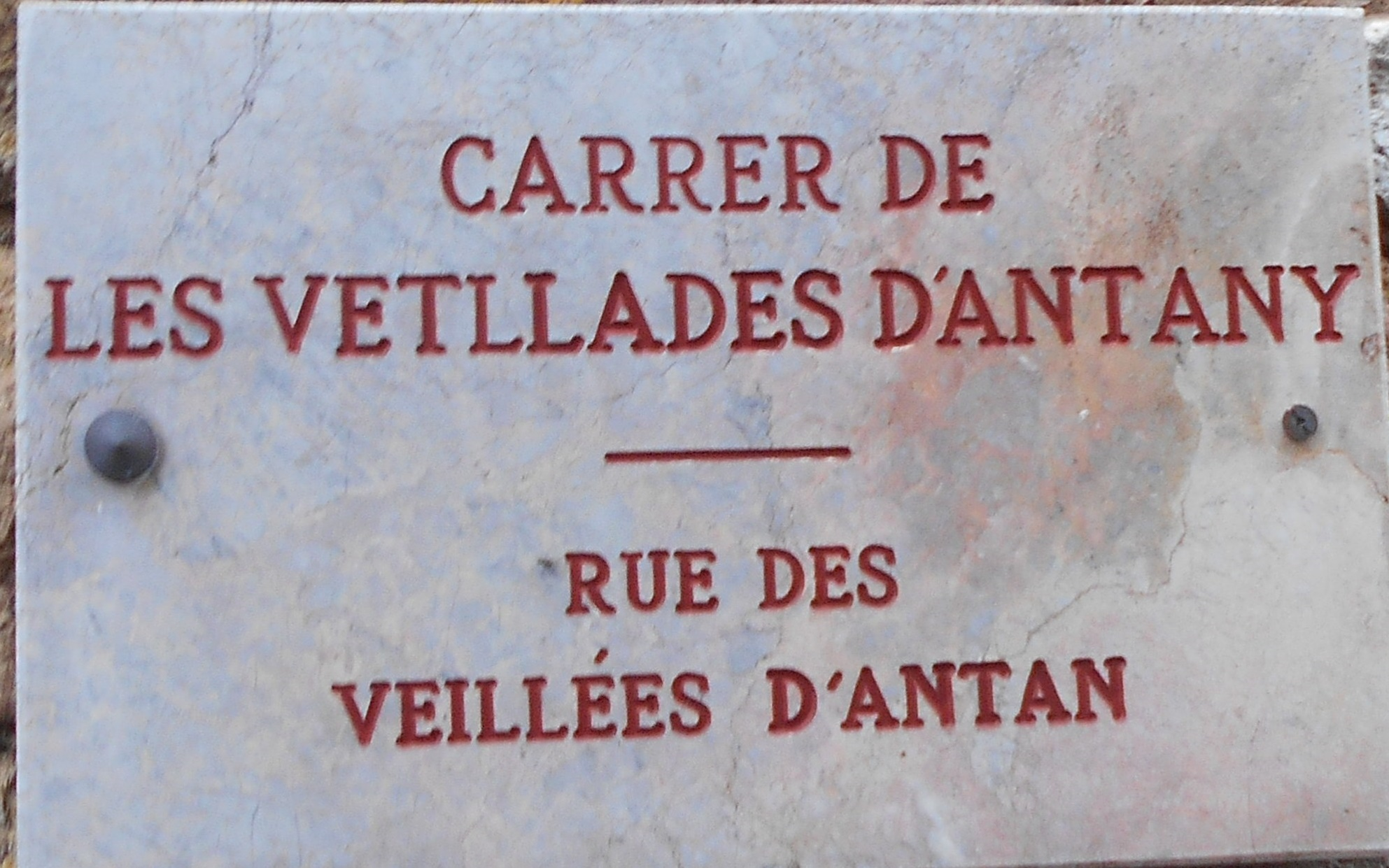
Carrer de les Vetllades d'Antany
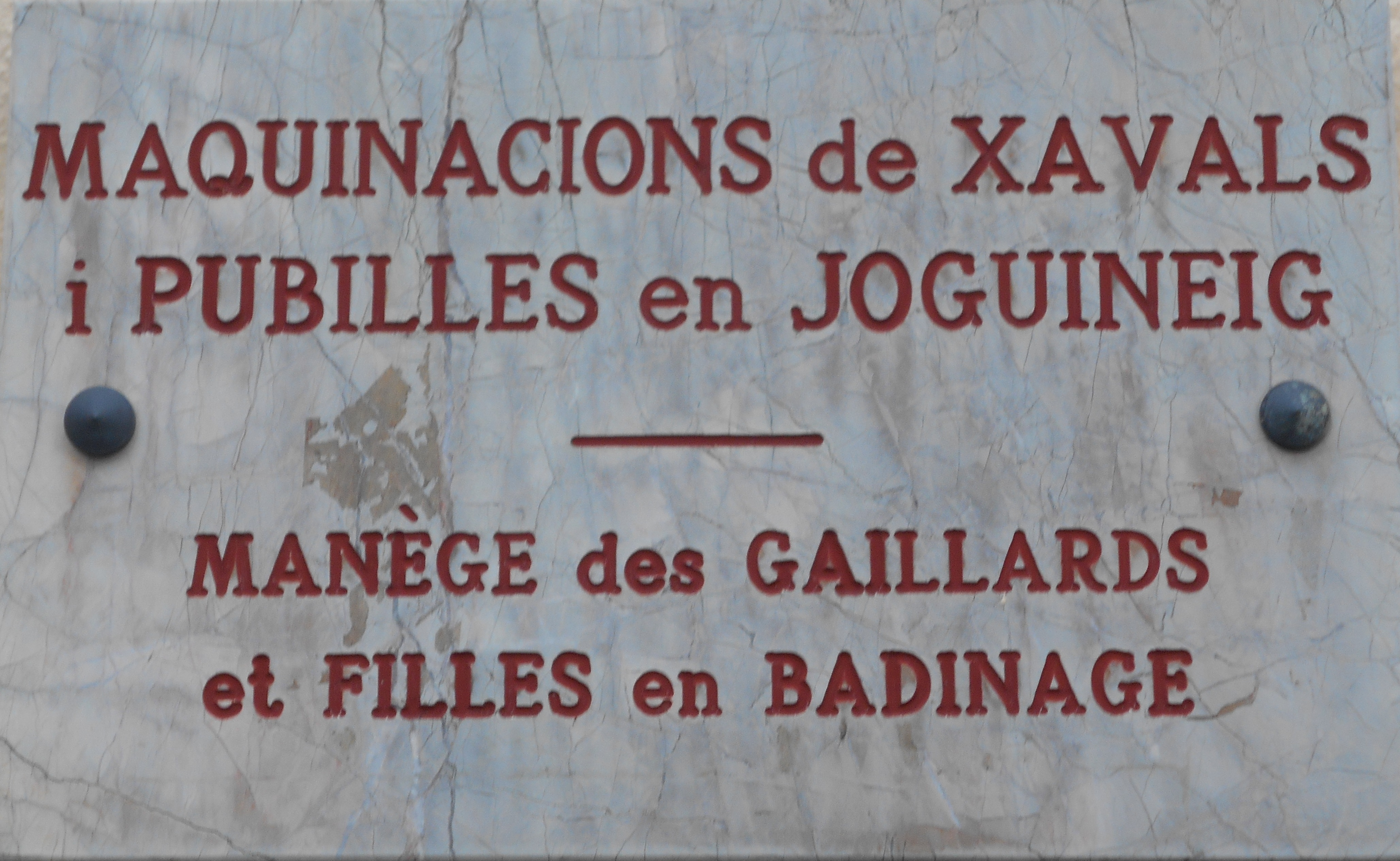
Maquinacions de xavals i pubilles en joguineig
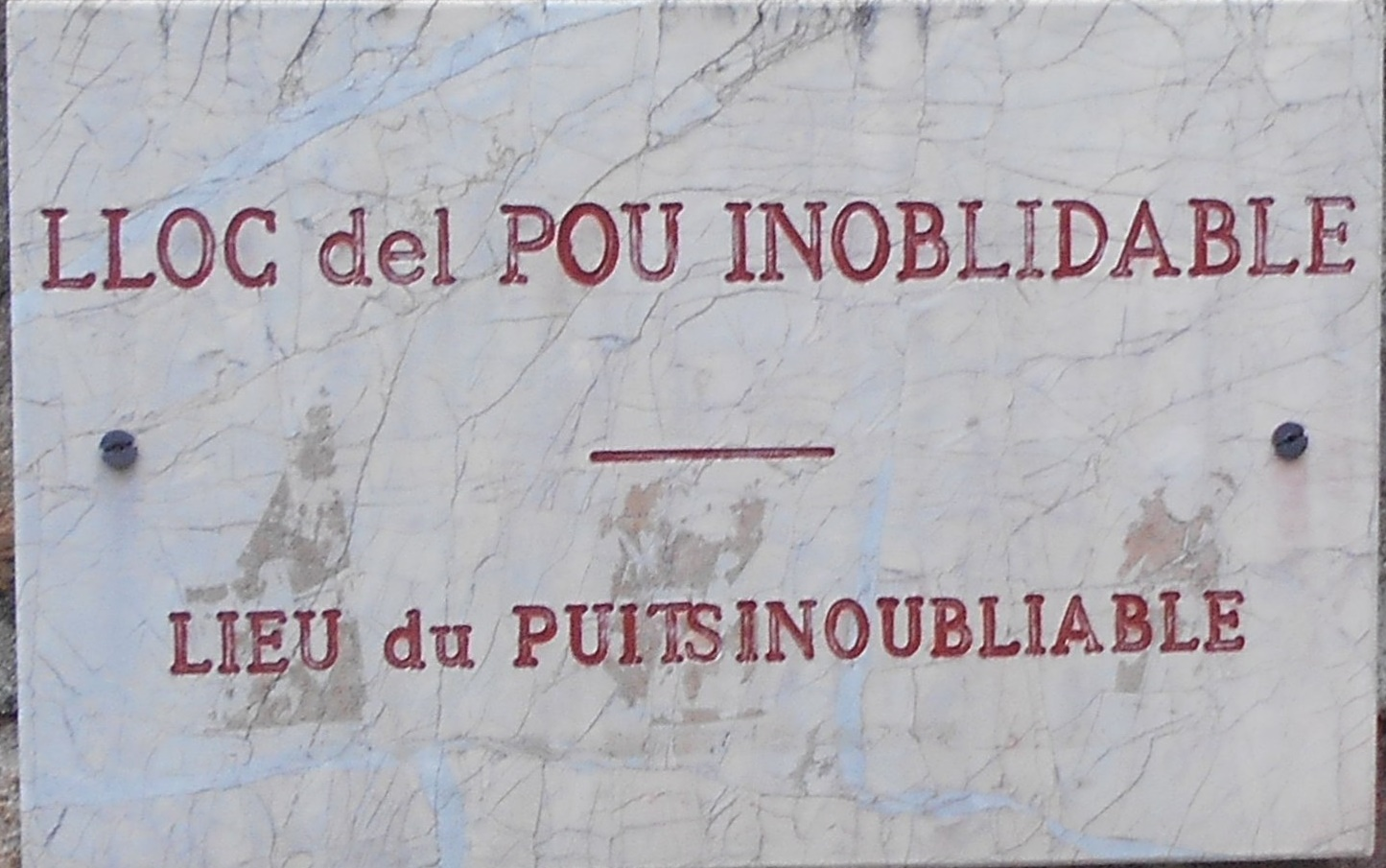
Lloc del pou inoblidable
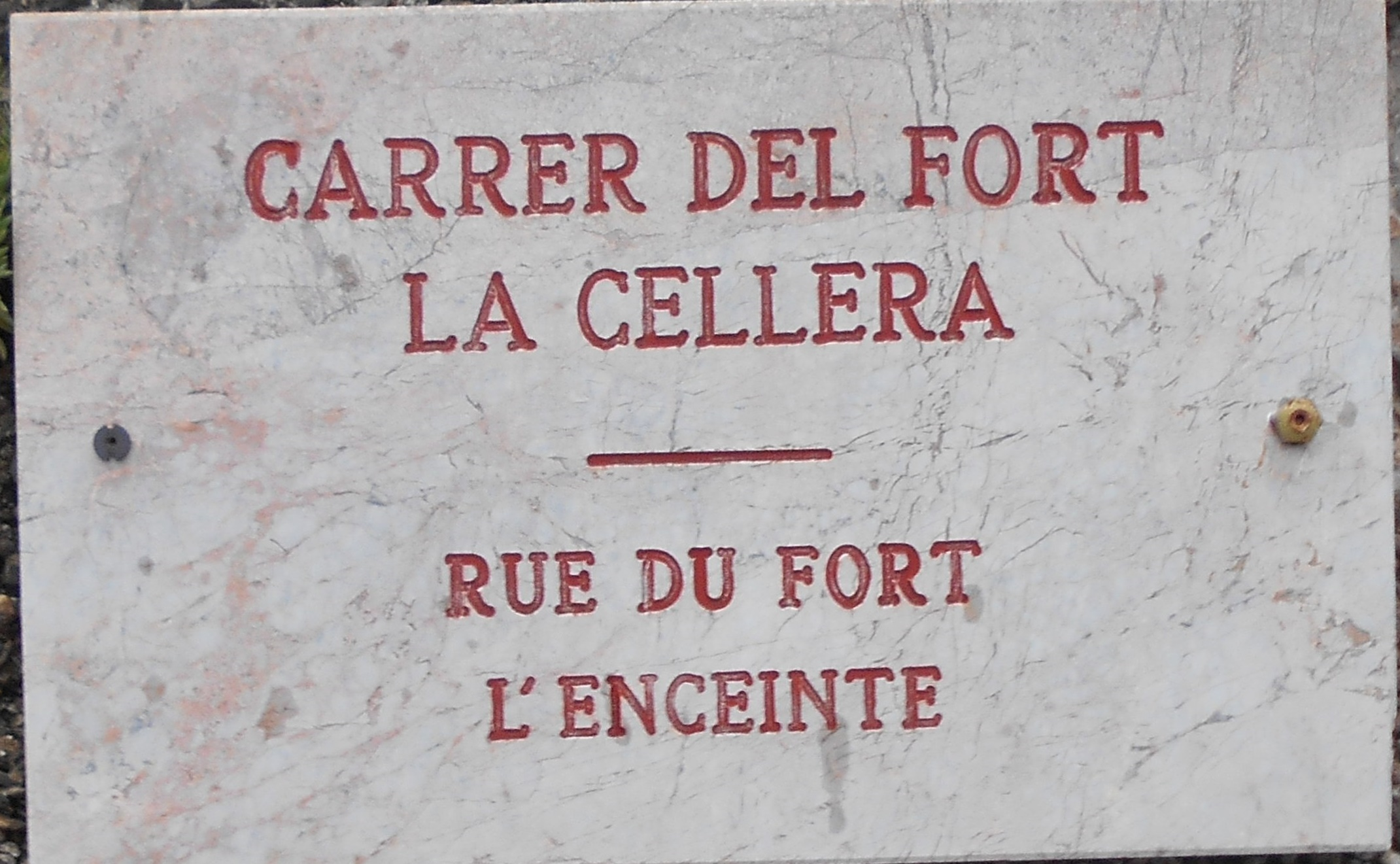
Carrer del Fort. La cellera
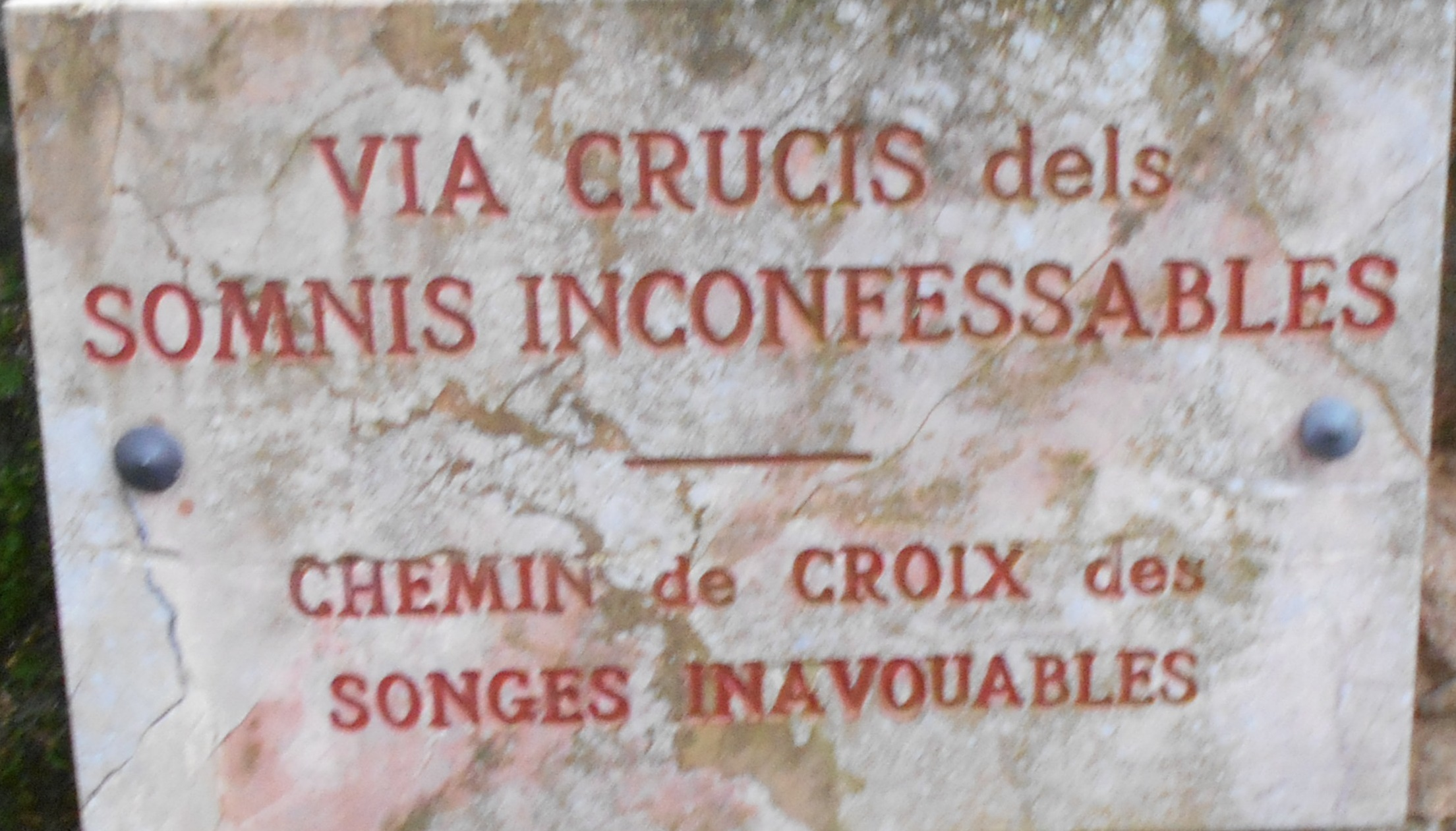
Via crucis dels somnis inconfessables
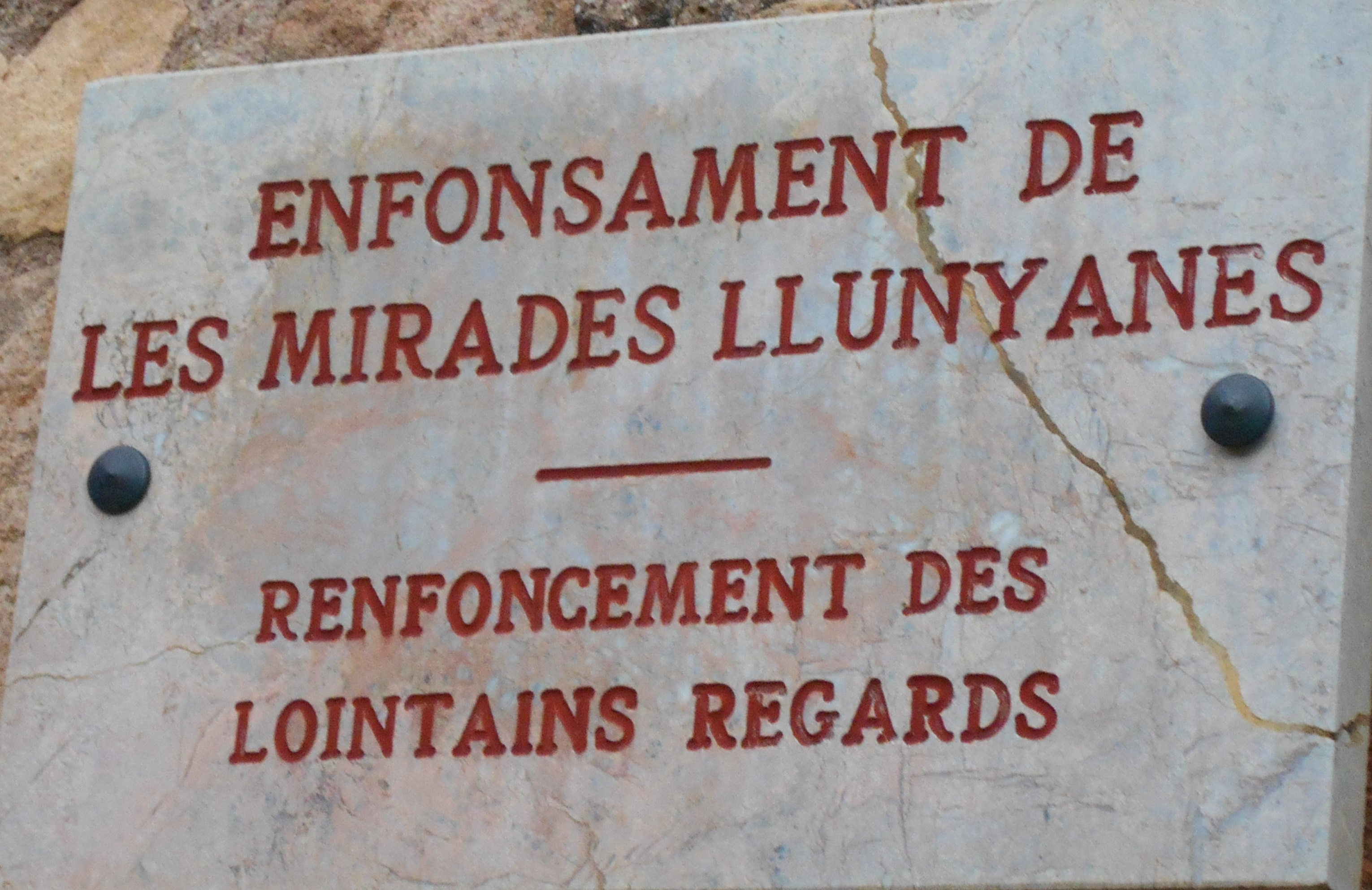
Enfonsament de les mirades llunyanes
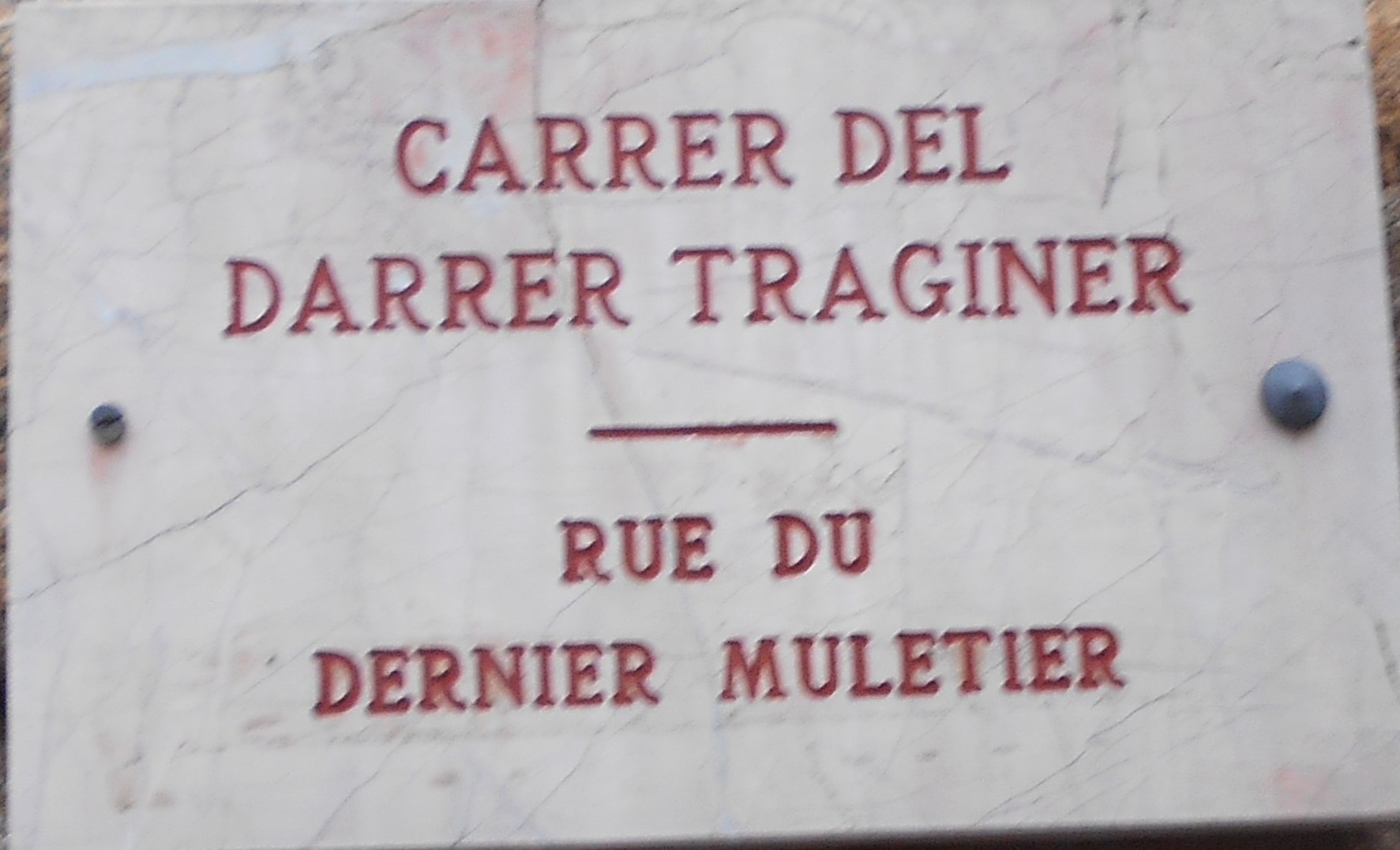
Carrer del darrer traginer
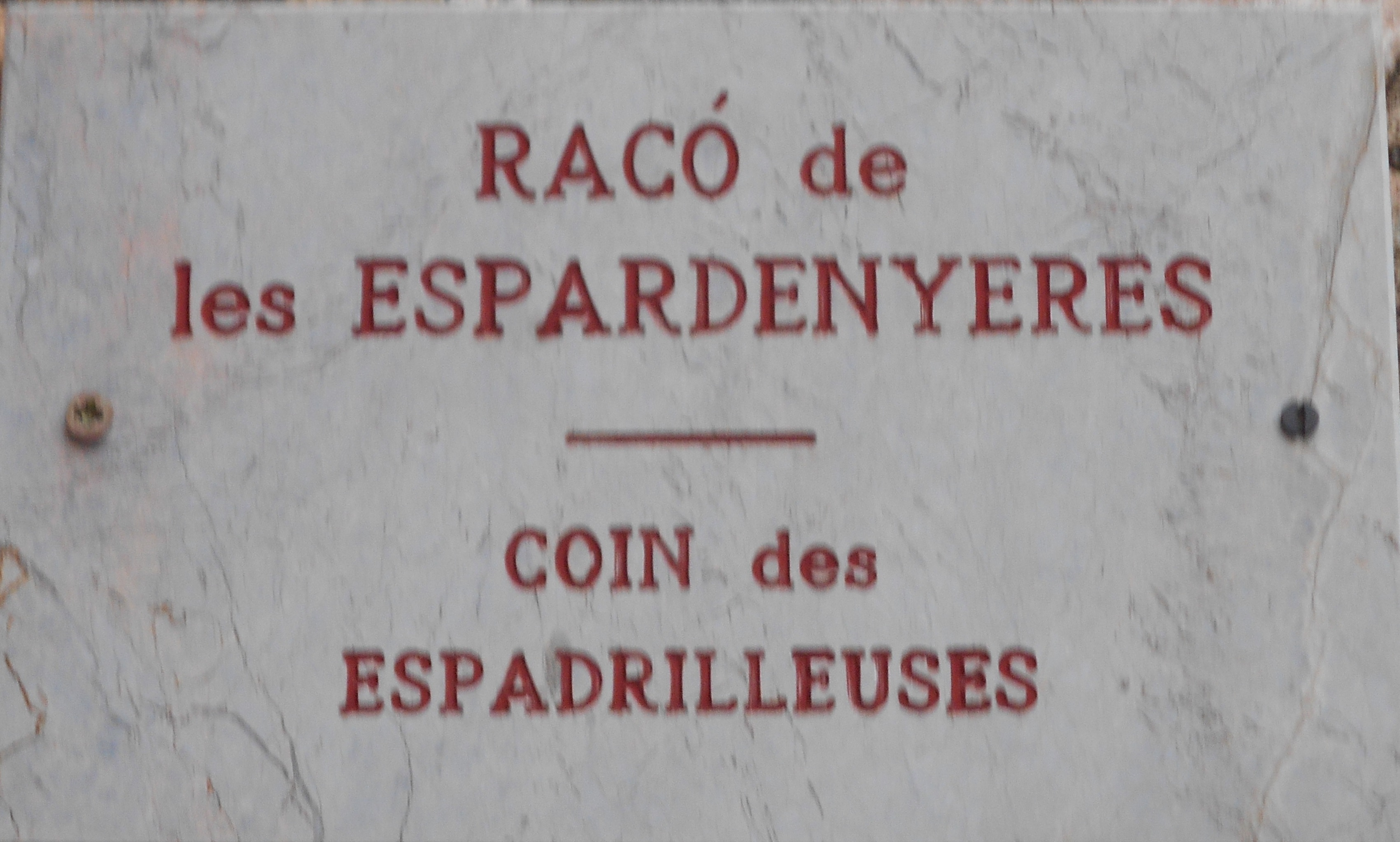
Racó de les espardenyeres
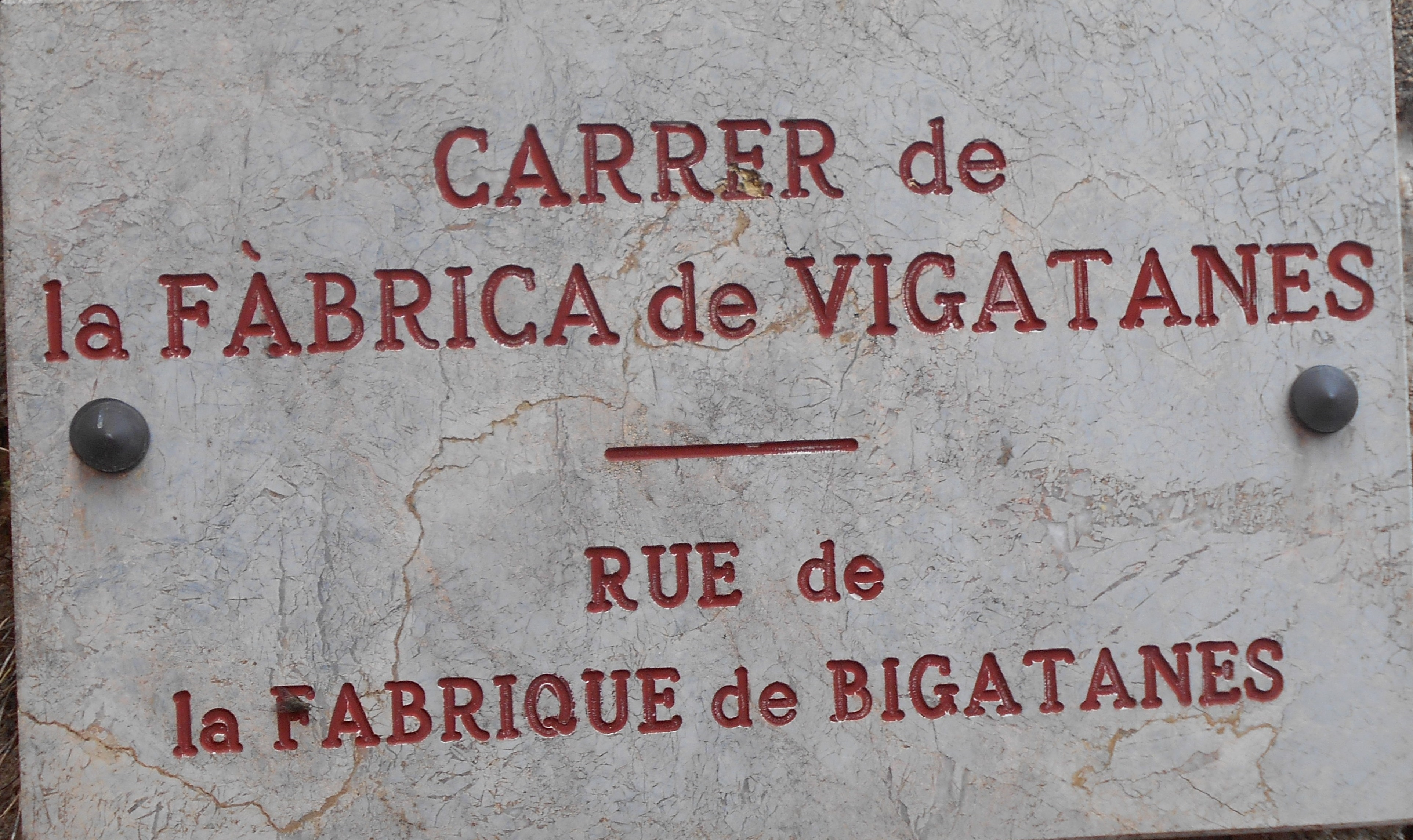
Carrer de la fàbrica de vigatanes
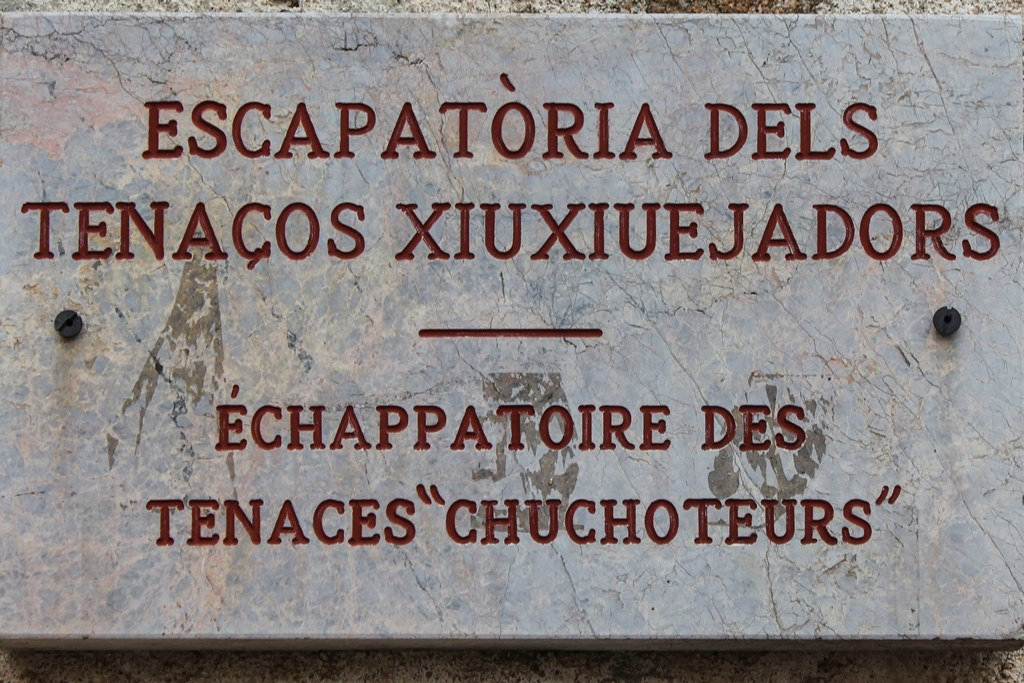
Escapatòria dels tenacos xiuxiuejadors

Selecció d'imatges de Wikicommons.

### El poble de Vila-roja

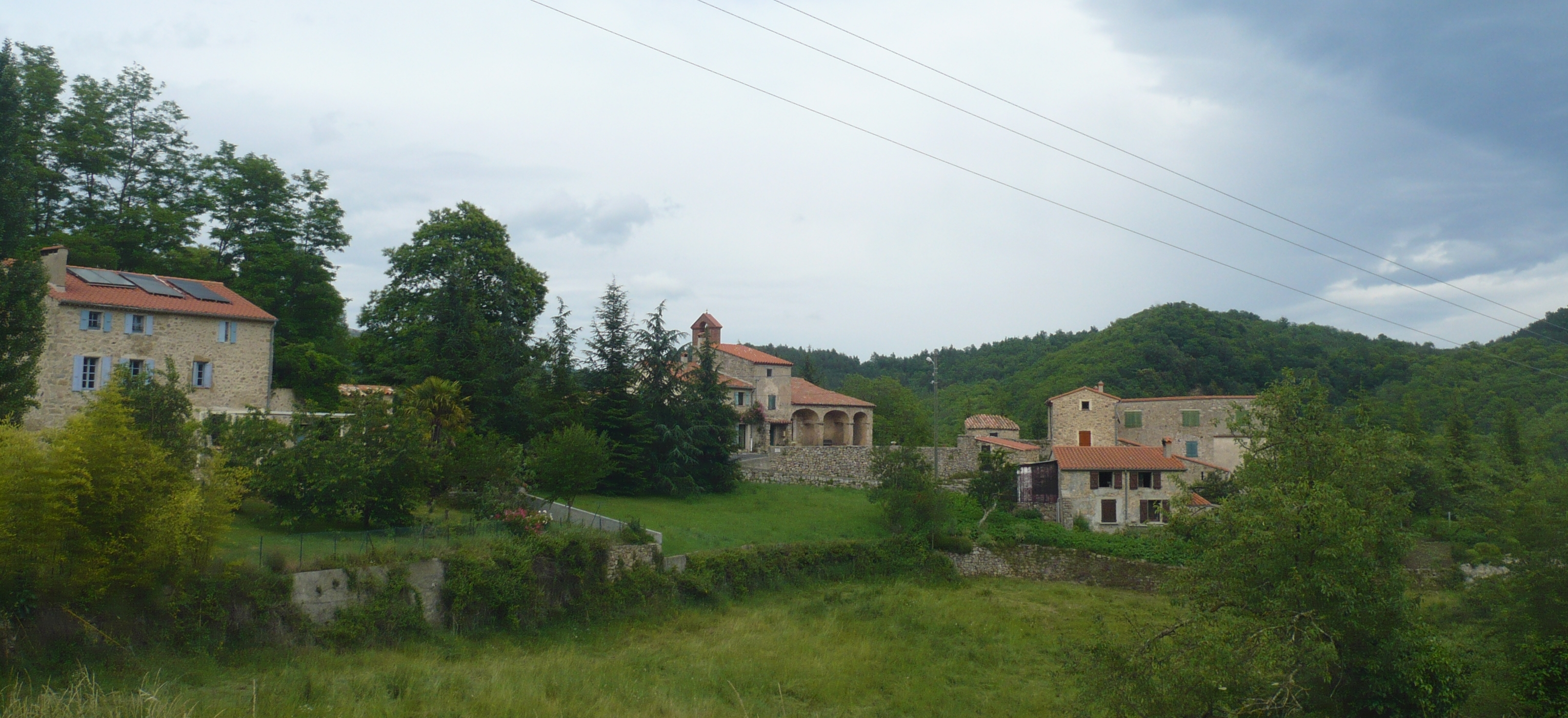
El poble de Vila-roja

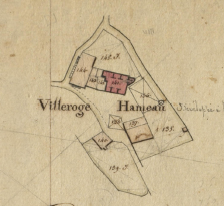
Vila-roja en el Cadastre napoleònic del 1812 (ADPO)

Vila-roja està situat al centre de la meitat occidental del terme de Costoja, en una vall per on discorre la Ribera de Vila-roja, afluent del Tec. A migdia del poble, però, hi ha la carena que separa la vall del Tec de la vall de la Muga. Els masos de Vila-roja situats al sud del poble pertanyen, doncs, a aquesta vall i, per tant, a l'Alta Garrotxa. El Pla Castanyer, al sud-est de Vila-roja, és el punt d'inflexió d'una conca a l'altra.
El poble, molt petit, està organitzat a l'entorn de l'església de Sant Miquel, d'origen romànic, que sempre ha estat sufragània de Santa Maria de Costoja. Vila-roja mantingué la seva autonomia municipal fins a l'any 1794, aproximadament.

### La Muga d'Amunt
Aquest antic veïnat de masies disperses està situat al sud del poble de Vila-roja, a l'esquerra de la Muga, al sud-oest de Pla Castanyer. Està format per les masies de Can Toni, el Solà, Can Jep Miquel, Ca la Manela, el Mas dels Meners i el Molí de la Muga, a prop i a llevant de l'Hostal de la Muga. Fou un lloc clau tant per al contraban, com per al pas de la frontera de fugitius i refugiats en temps de guerra.

### La Muga de Baix
Aigua avall de la Muga, bastant a prop, es troba la Muga de Baix. És al sud-est del Pla Castanyer, i avui dia pràcticament només resta Can Vicenç, de l'antic veïnat. Com la Muga de Dalt, fou un lloc clau en tota mena d'operacions transfrontereres.

### Can Damunt
Can Damunt és una de les masies importants del terme. Situada al sud-est del poble, hi mena una variant de la mateixa carretera que puja fins a Costoja. La masia té la capella de la Mare de Déu del Perdó.

### Castell de Falcó
Estava situat a prop del Coll de la Creu del Canonge, prop d'un indret, la Serra de Provadones, on s'han trobat restes d'habitatges prehistòrics. No queda ni rastre d'aquest castell, però en el vessant empordanès s'ha conservat el seu nom en forma de topònim: el Puig Falcó.

### Castell de Pradells
Situat a prop de Vila-roja, es tracta d'una masia antiga fortificada modernament i molt restaurada. Fou durant anys una residència de repòs per a religiosos ancians, i actualment és en mans d'un particular belga. Té capella pròpia, dedicada a sant Antoni de Pàdua.

### Mas de Bosquerons
Apareix en un document del 1168, manso de Boscherons (RLR III, 1872: 289).

### Els masos del terme

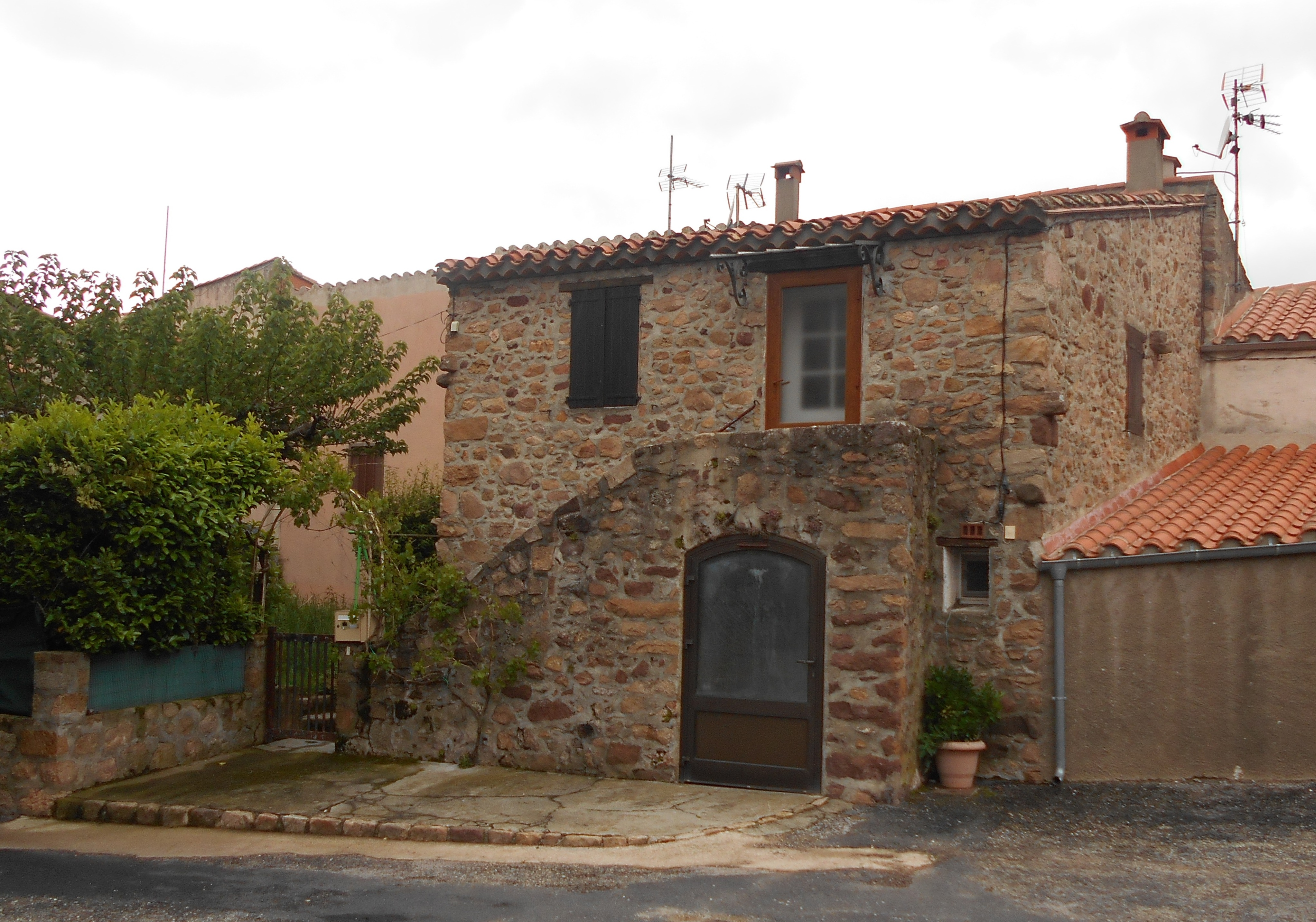
Una casa de Costoja

A Costoja queden alguns masos actius, molts d'ells comprats dels darrers anys del segle XX ençà per forasters retirats en el poble. Cal tenir en compte la Borda, Cal Masover, Can Damunt, o Cap d'Amunt, antigament Mas Perers, Can Jep Miquel, Can Riumajor, Can Sala, Can Sobirer, Can Vicenç, la Casa Nova, abans Mas Montalt, la Castellera, el Cortal de Coll Capellera, l'Hostal de la Muga (d'Albanyà, però amb terres a Costoja), Mas Castanyer, o Mas de Pla Castanyer, abans Mas Delcròs o Mas d'en Roseta, Mas del Coll del Pal, o Mas del Coll, abans Mas d'en Taja, Mas de les Escomes, abans Mas Gaus, Mas dels Cirerols, Mas o Hostal dels Meners, o, simplement, els Meners, Mas dels Pinyers, abans Mas d'en Roba, Mas de Riumajor (també d'Albanyà amb terres a Costoja), Molí de la Frau, Molí de la Muga, Molí d'en Dagues (antics molins, ara masos), la Pallera, Pradells, o Castell de Pradells i el Puig d'Otra, abans Mas Trilles. Cal destacar com a elements destacats del paisatge situats en llocs isolats la Creu i l'Estela de la Retirada. També el Pont de Riumajor, fronterer.
Alguns masos han esdevingut noms antics, ja perduts, com quatre barraques anomenades del Cordó Sanitari, una a les Costes, una altra a Pradells, una tercera a Portell Solivera i la quarta a Puig d'Otra; a més, Ca la Manela, o Mas de la Muga, Can Bosquet, Can Quec, Can Vicenç (diferent de l'esmentat anteriorment), Mas Noell, el Cortal d'en Noell, el Cortal d'en Sala, el Mas del Serrat, el Mas de Noguer, el Mas d'en Taja i el Mas Tornell. Alguns són en ruïnes: Can Quec, Can Toni, el Cap Baix, o Can Baix, antigament Mas Noell, Mas de Fontjoncosa, Mas d'en Taja, el Molí de Riumajor, el Solà, la Teuleria de les Illes, la Teuleria d'en Baus i la Teuleria d'en Vicenç. A més, els treballs arqueològics han permès descobrir dos hàbitats antics: el Castellar i el Serrat de Noguer.

### Hidrografia

#### Cursos d'aigua
Com ja s'ha dit anteriorment, el terme de Costoja és a cavall de dues conques prou diferents: al nord, la conca de la vall de Sant Llorenç, o del Tec, i al sud, la conca de la Muga. La del Tec està organitzada a partir de tres riberes: a llevant, la Ribera de Costoja; a ponent, la de Vila-roja i la de Falgós. La primera comprèn els còrrecs de Provadores, de les Fontetes, el Clot del Cirer, o dels Cirers, el Còrrec de la Fardera, el dels Castanyers Petits, el de la Borda, el de la Pinosa, i el de les Illes, amb el Clot de Pradells. La de Vila-roja, que rep la de Falgós just en sortir del terme de Costoja, hi aporta els còrrecs de Vila-roja, del Bosquet, de la Castellera, del Coll del Pal i del Bosc d'en Mercer. La de Falgós, duu els còrrecs de Falgós, de Font Cremat i del Coll de les Maçanes.
Tot el vessant sud del terme és el sector septentrional de la vall de la Muga. Els còrrecs que hi aflueixen des de Costoja són, de ponent a llevant, el Còrrec de les Maçanes, el Clot de la Castanyeda, el Clot de la Muga de Dalt, el Còrrec del Molí, el de Can Jep Miquel, el Clot dels Meners, el Còrrec dels Meners, el del Pla Castanyer, el de les Costes, el de les Cases, el dels Pradells, el de les Mosqueres, el dels Canadells, el del Mas dels Pradells, el de la Casa Nova, el del Clot de les Comes, o les Escomes, el Salt de l'Esclop, el Còrrec de la Qüestió, el de la Roureda, el de la Font de l'Alzina Cremada, el de la Font del Quinal, el de Fontjoncosa, els del Cap Baix (dos de paral·lels, propers entre ells). Pel límit oriental del terme discorre el Riu Major, la major part del seu recorregut limítrof entre el Vallespir i l'Alt Empordà. Aquest riu, afluent de la Muga en terme d'Albanyà, prop de Pincaró. El Riu Major, que es forma prop de la Creu del Canonge per la unió del Còrrec de Riumajor, el Còrrec del Roc, el dels Escalers i el del Forn, va rebent, en el seu camí cap al sud, els Clots de Can Duran, els còrrecs de Can Duran, el dels Plans, el de Puig d'Otra, el del Ca, el del Puig de la Creu, on hi ha el Salt Gros, i un altre Còrrec del Forn.

### Orografia
L'orografia del terme de Costoja resta molt ben reflectida en el seu repertori toponímic. Així, trobem obagues: Bac de Font Cremat, Bac de l'Orri i Bac d'en Sobirer; boscs: Bosc d'en Mercer; cingles: el Cingle Barrat; clots: Clot de la Castanyeda, Clot de la Muga de Dalt, Clot del Cirer, o dels Cirers, Clot de les Comes, Clot dels Meners, Clot de Pradells i Clots de Can Duran: colls: Collada d'en Proi, Coll Capellera, Coll de Costoja, Coll de les Maçanes, Coll del Pal i Coll de Vila-roja; comes: la Coma del Torn, el Comall de l'Orri i les Escomes, o les Comes; costes: les Costes; mines: els Meners, Mina del Solà de l'Orri, Mina de les Costes, Mina d'en Comilla; plans: Pla Castanyer, Pla de la Devesa, Pla de l'Estany, els Plans, Plans de Puig Comte de Baix; muntanyes: la Creu del Canonge, Puig Capell, Puig Castill, Puig Comte, Puig Comte de Baix, Puig de la Capella, Puig de la Creu, també anomenat Puig de la Capella, diferent de l'anterior, Puig d'en Roger, Puig de Sant Miquel, Puig d'Otra, Puig Petit, Roc de la Creu i Roc del Bau; serres i serrats: Serra dels Plans de Puig Comte de Baix, Serra de Provadones, Serra, o Serrat, de les Bassotes i Serrat de Portell Solivera, i solanes: Solà de la Muga, Solà de les Maçanes i Solà de l'Orri.

### El terme comunal
Els indrets específics o partides del terme de Costoja són els següents: Artiga de la Pradella, la Borda, els Canadells, Can Damunt, o el Cap d'Amunt, Can Duran, el Cap Baix, o el Cap de Baix, la Casa Nova, els Cirerols, la Closa de la Bouada, la Colomina, els Emprius, l'Envolada d'en Roc, l'Era, els Escalers, Font Cremat, Fontjoncosa, la Fou, la Guàrdia, els Hortets dels Mestres, les Illes, els Meners, el Molí de la Muga, les Mosqueres, la Muga d'Amunt, la Muga d'Avall, les Pedres Blanques, la Pinosa, els Pinyers, els Pradells, el Prat, la Qüestió, el Roc, el Roc Blanc, Roca Corbera, la Rompuda i la Roureda.
Alguns dels topònims indiquen senyals termenals: el Cingle Barrat, la Creu, o Roc de la Creu, la Creu del Canonge, la Creu del Puig de la Capella, el Portell de Gran Sagonilla, el Portell de Joan Gormand i Portell Solivera.

### Fites frontereres
En el terme de Costoja hi ha dinou fites termenals, les número 526, 527, 528, 529, 530, 531, 532, 533, 534, 535, 536, 537, 538, 539, 540, 541, 542, 543 i 544, les divuit primeres amb el terme d'Albanyà (dins de l'antic terme de Bassegoda), i la darrera amb el de Maçanet de Cabrenys. La 526 és al Serrat de les Maçanes, una creu gravada i pintada de color negre, sense marc blanc, en la superfície horitzontal superior d'una roca inclinada situada a la cresta del serrat, on fa un canvi de pendent; la 527, una creu gravada i pintada de color negre, en un marc blanc, està situada en una gran roca inclinada de la cinglera del Serrat de les Maçanes, mirant al sud; la 528, una creu amb el número esculpida i pintada de color negre damunt d'una roca horitzontal encarada a l'est situada a 15 metres de la riba dreta del Còrrec de les Maçanes; la 529, al Serrat de les Maçanes, una creu pintada de negre, sense marc, sobre la superfície horitzontal d'una gran roca d'un penya-segat de la serra esmentada; la 530, una creu amb el número pintats de color negre en un marc blanc, és a 20 metres de la riba dreta del Còrrec de les Castanyedes, en una gran roca plana migpartida; la 531, una creu pintada damunt d'una gran roca plana, és 12 metres a migdia de la casa de Can Toni, a l'esquerra del Còrrec de les Castanyedes; la 532, una creu i el número pintats de color negre dins d'un marc blanc en una roca alta vertical, tres metres al nord del camí de Can Toni a la Muga de Dalt; la 533, una creu negra amb el número del mateix color, sense marc blanc, pintada en una roca natural plana de no gaire alçada; la 534, una fita mitjana de base quadrangular, és a la confluència de la Muga amb el Còrrec del Solà; la 535, una fita com l'anterior, és al pont del Molí de la Muga, i la 536, una creu amb el número pintats en un marc blanc, és a la confluència de la Muga amb el Clot de la Blada.
A partir d'aquesta fita la Muga deixa de ser fronterera: la 537, una creu amb el número pintats, amb un marc blanc, en una roca inclinada encarada al sud-oest, és a 90 metres més amunt de la llera de la Muga, al Clot de la Blada, entre el Molí de l'Afrau (a llevant) i el Cap Baix (a ponent); de la 538 a la 540 són en el vessant sud-occidental del Puig d'en Roger, als llocs de Portella d'en Joan Gormand (la 538, una creu pintada, amb el número de la fita, dins d'un marc blanc, a l'esquerra del camí que baixa a la Muga), de la Portella de Puig Comte (la 539, una creu pintada en una paret inclinada de roca encarada a ponent, a llevant del camí de la Muga) i de la Portella de Grau Saülla (la 540, una creu pintada en una gran roca encarada al nord, a la dreta del camí que davalla a la Muga); la 541, al cim del Puig d'en Roger; la 542, ran del Riu Major, sota l'Era dels Monjos i davant de les Canals d'en Roger; la 543, a la Collada d'en Proi, i la 544, al puig de la Creu del Canonge.

## Transport

### Carreteres
En el terme de Sant Llorenç de Cerdans hi ha una única carretera, però amb dues variants: la D3 (D15, a Arles - GI - 503, al Pont de Riu Major, a Costoja/Maçanet de Cabrenys), que uneix Sant Llorenç de Cerdans amb Costoja i l'Alt Empordà. Les dues variants són la D3b, que mena a Can d'Amunt, i la D3c, variant interna del poble de Costoja. Per la D3, Costoja es troba a 5,5 quilòmetres de Sant Llorenç de Cerdans i a 21 d'Arles.
El projecte de carretera entre Maçanet de Cabrenys i Costoja ja existia des de primers del Segle XX, i les obres es van començar el 1933. Ara bé, no va ser fins entrada la dècada dels anys 80 del mateix segle que es va fer realitat. Primer es va fer el tros entre Maçanet i Tapis, i llavors el tros entre Tapis i la frontera, mentre que s'acabava la petita distància entre Costoja i la frontera. El nou enllaç entre l'Alt Empordà i el Vallespir es va inaugurar el 7 de juliol de 1995.

### Transport col·lectiu per carretera
Costoja té un transport en autobús gràcies a la línia 342 de Le bus à 1 €, servei departamental. Cobreix el trajecte de Perpinyà a Costoja, amb tres serveis diaris els dies feiners i un de sol els dies festius.

### Els camins del terme
Alguns dels camins que travessen el terme comunal de Costoja menen a llocs del terme mateix: Camí de Can Vicenç, Camí de Cirerols, Camí de Falgós, Camí de la Borda, Camí de la Guàrdia, Camí de la Muga, Camí de la Pedra Dreta, Camí de les Castanyedes, Camí de l'Escola Vella, Camí de les Comes, Camí de les Costes, Camí del Puig de la Capella, Camí dels Canadells, Camí dels Escalers, Camí dels Pasturatges, Camí dels Pinyers, Camí dels Pradells, Camí de Pla Castanyer, Camí de Provadones, Camí de Puig Capell, Camí de Puig Comte, o de Can Damunt, Camí Vell dels Piners, Camí Vell de Puig Comte, Camí Vell de Puig d'Otra, Camí Vell de Riumajor, Drecera dels Boscaters, Ruta de Can Damunt, Ruta de les Escoles,. D'altres camins comuniquen amb els entorns de Costoja, com el Camí Vell de Sant Llorenç, Ruta de Costoja a Sant Llorenç, Ruta de Vila-roja a Sant Llorenç i Ruta d'Espanya. Per Costoja passa la Carrerada.

## Activitats econòmiques
La major part del terme de Costoja està coberta de bosc, amb roures, castanyers, alzines i pi roig, cosa que marcà durant segles la principal activitat econòmica de Costoja: l'explotació del bosc. Avui dia és pràcticament una activitat marginal; també estan en decadència les altres activitats que en altres moments tingueren importància: mines de coure, fabricació de calçat i, fins i tot, el contraban, que ocupava moltes persones dels pobles dels entorns de la Muga. En l'actualitat, el que ha tornat a donar vida al poble, pràcticament perdudes les activitats tradicionals, és la venda de masos i cases del poble a forasters del nord de França, dins d'aquest estat i més enllà, que s'hi instal·len per les bones condicions climàtiques del país.

## Història

### Edat mitjana

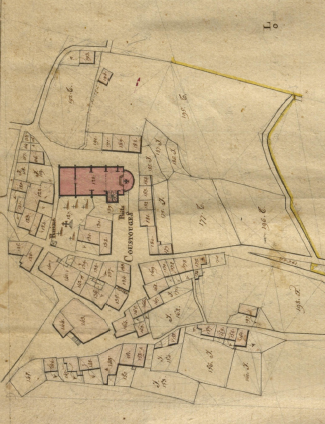
Costoja en el Cadastre napoleònic del 1812 (Arxius Departamentals dels Pirineus Orientals, ADPO)

El lloc de Costoja és esmentat per primera vegada en un document del 936, en el qual Rotruda ven a Ava, comtessa de Cerdanya, vídua de Miró II, i al seu fill Oliba un alou de Costogia. En l'acta testamentària d'un altre Miró II, comte de Besalú i bisbe de Girona, s'esmenta ja l'església de Santa Maria, els delmes de la qual foren donats a l'abadia de Santa Maria d'Arles. Poc després, era propietat de la comtessa Ermengarda quan el 988 aquesta en feu donació al seu espòs, el comte de Cerdanya i Besalú Oliba Cabreta, que tot seguit la transferí totalment a Santa Maria d'Arles, que hi constituí un priorat.
L'edifici actual, obra de l'abat Ramon I d'Arles, fou consagrat el 1142 pel bisbe d'Elna Udalgar de Castellnou, substituint-ne un de més antic. En aquesta consagració es dotà el poble de l'espai per a obrir-hi cementiri. El conjunt d'església i cementiri fou envoltat per les cases del poble, formant una cellera. El 1168 es formà un capbreu, en un acord entre l'abat d'Arles, Ramon, i Bertran de Boada, que percebia drets a Costoja. En aquest capbreu s'esmenta in nostro cellario de Custodia. El 1267 es torna esmentar la cellera, en aquest cas en el testament de Guillem Hug de Serrallonga, senyor de Serrallonga, Cabrenys i la Clusa. Després de fer un llegat a l'església de Costoja, ordena destruir el costell i l'argolla (instruments per a l'execució de condemnats) que havia fet construir a la cellera de Costoja, tot i reconeixent que no posseïa cap dret sobre les jurisdiccions penal i criminal del lloc, les quals corresponien a l'abat d'Arles.
Encara, el 1312 la filla de Bernat Hug II de Serrallonga, Beatriu, vescomtessa de Rocabertí, tot i reconèixer que en posseïa els drets jurisdiccionals, es comprometia a no exercir-los a la cellera de Costoja ni als seus masos. L'estructura de la cellera del poble, aproximadament quadrada, es reflecteix encara en els plànols del cadastre de començaments del segle xix.
Una llegenda popular atribueix a aquest poble el lloc de naixement del papa Damas I, al segle iv.

### Edat Moderna
El monestir d'Arles en mantingué la senyoria de Costoja fins a la Revolució Francesa. Així i tot, al segle xiv hi hagué un castlà, amb seu al campanar de Costoja, com ja s'ha esmentat abans.

## Demografia

### Demografia antiga
La població està expressada en nombre de focs (f) o d'habitants (h)
| 1378 | 1515 | 1553(*) | 1643 | 1709 | 1720 | 1730 | 1767  | 1774 | 1789 | 1790  |
| ---- | ---- | ------- | ---- | ---- | ---- | ---- | ----- | ---- | ---- | ----- |
| 21 f | 3 f  | 5 f     | 26 f | 38 f | 18 f | 55 f | 100 h | 20 f | 50 f | 571 h |

Font: Pélissier, 1986.
Nota (*): 1553 per a Costoja i Vila-roja.

### Demografia contemporània
| Evolució de la població |      |      |      |      |      |      |      |      |
| 1793                    | 1800 | 1806 | 1821 | 1831 | 1836 | 1841 | 1846 | 1851 |
| 60                      | 457  | 409  | 517  | 550  | 566  | 568  | 600  | 587  |

| 1856 | 1861 | 1866 | 1872 | 1876 | 1881 | 1886 | 1891 | 1896 |
| ---- | ---- | ---- | ---- | ---- | ---- | ---- | ---- | ---- |
| 551  | 547  | 543  | 530  | 565  | 476  | 480  | 519  | 502  |

| 1901 | 1906 | 1911 | 1921 | 1926 | 1931 | 1936 | 1946 | 1954 |
| ---- | ---- | ---- | ---- | ---- | ---- | ---- | ---- | ---- |
| 532  | 522  | 531  | 423  | 415  | 363  | 288  | 303  | 285  |

| 1962 | 1968 | 1975 | 1982 | 1990 | 1999 | 2008 | 2013 | 2014 |
| ---- | ---- | ---- | ---- | ---- | ---- | ---- | ---- | ---- |
| 233  | 207  | 171  | 163  | 119  | 134  | 113  | 108  | 111  |

Fonts: Ldh/EHESS/Cassini fins al 1999, després INSEE a partir del 2004

### Evolució de la població

Població 1962-2008

## Administració i política

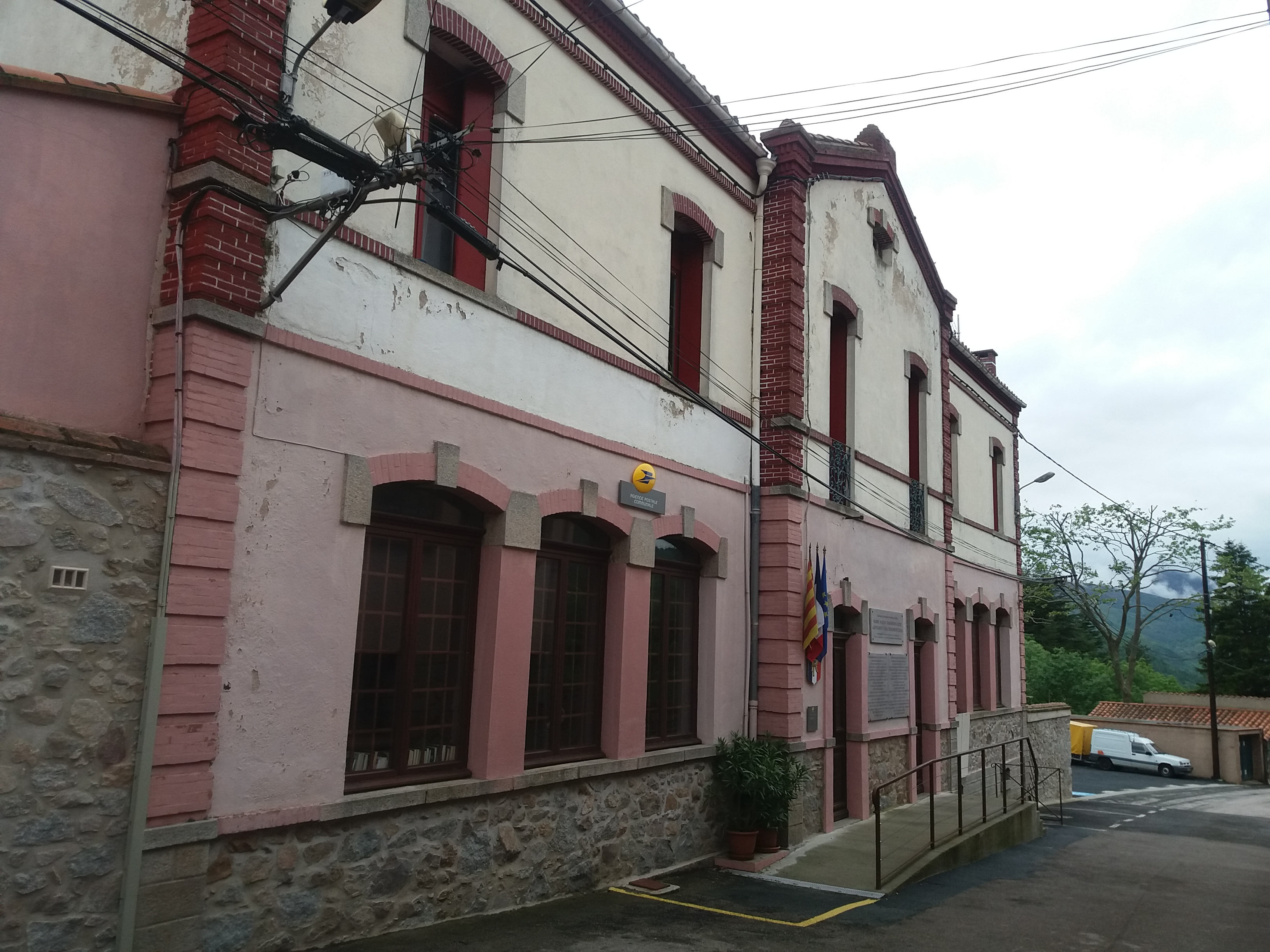
La Casa del Comú, antiga escola

### Batlles
Aquesta és la llista de batlles de Costoja:
| Alcalde             | Inici del mandat   | Fi del mandat      | Partit polític | Partit polític           |
| ------------------- | ------------------ | ------------------ | -------------- | ------------------------ |
| Dauglade            | 1790               | 1792               |                |                          |
| Antoine Fons        | 1792               | 1793               |                |                          |
| Barthélemy Dabozy   | 1793               | ?                  |                |                          |
| Joseph Deutaner     | ?                  | 1809               |                |                          |
| Joseph Baus         | 1809               | 1812               |                |                          |
| Taja                | 1812               | 1815               |                |                          |
| Jacques Llobet      | 1815               | 1820               |                |                          |
| Jean Dagas          | 1820               | 15 d'agost de 1830 |                |                          |
| Jean Taja           | 1830               | 1843               |                |                          |
| Joseph Dagas        | 1843               | 1846               |                |                          |
| Damien Berdaguer    | 1846               | 1848               |                |                          |
| Abdon Coste         | 1848               | 1848               |                |                          |
| Jean Taja           | 1848               | 1855               |                |                          |
| Damien Berdaguer    | 1855               | 1865               |                |                          |
| Gabriel Berdaguer   | 1865               | 1871               |                |                          |
| Jean Baux           | 1871               | 1874               |                |                          |
| Gabriel Berdaguer   | 1874               | 1885               |                |                          |
| Jacques Baux        | 1885               | 1886               |                |                          |
| Gabriel Berdaguer   | 1886               | 1904               |                |                          |
| Michel Guitard      | 1904               | 1915               |                |                          |
| Jules Serre         | 1915               | 1918               |                |                          |
| Michel Guitard      | 1918               | 1925               |                |                          |
| André Gélis         | 1925               | 1927               |                |                          |
| Jacques Baux        | 1927               | 1945               |                |                          |
| Joseph Berdaguer    | 1945               | 1947               |                |                          |
| Jean Molins         | 1947               | 1953               |                |                          |
| Sauveur Cufi        | 10 de maig de 1953 | 26 de març de 1965 |                | Partit Comunista Francès |
| Jean Malirach       | 1965               | 1971               |                |                          |
| Jacques Serrat      | 1971               | 1977               |                |                          |
| Étienne Cufi        | 1977               | 1991               |                | Divers gauche            |
| Jean-Marie Malignon | 1989               | 2011               |                | Divers gauche            |
| Jean-Claude Barbaud | 27 de maig de 2011 | 5 d'abril de 2014  |                |                          |
| Michel Anrigo       | 5 d'abril de 2014  | En el càrrec       |                |                          |

### Legislatura 2014 - 2020

#### Batlle
- Michel Anrigo.

#### Adjunts al batlle[a]
- 1r: Jean-Louis Casanova.

#### Consellers municipals
- Steve Cartwright
- Jacques Darné
- Rowena Hargraves
- Lore Heyden-Rynsch
- Marc Iglésias
- Audrey Labaury
- Lucette Payrot
- Olivier Sans
- Charles Wailly.

### Adscripció cantonal

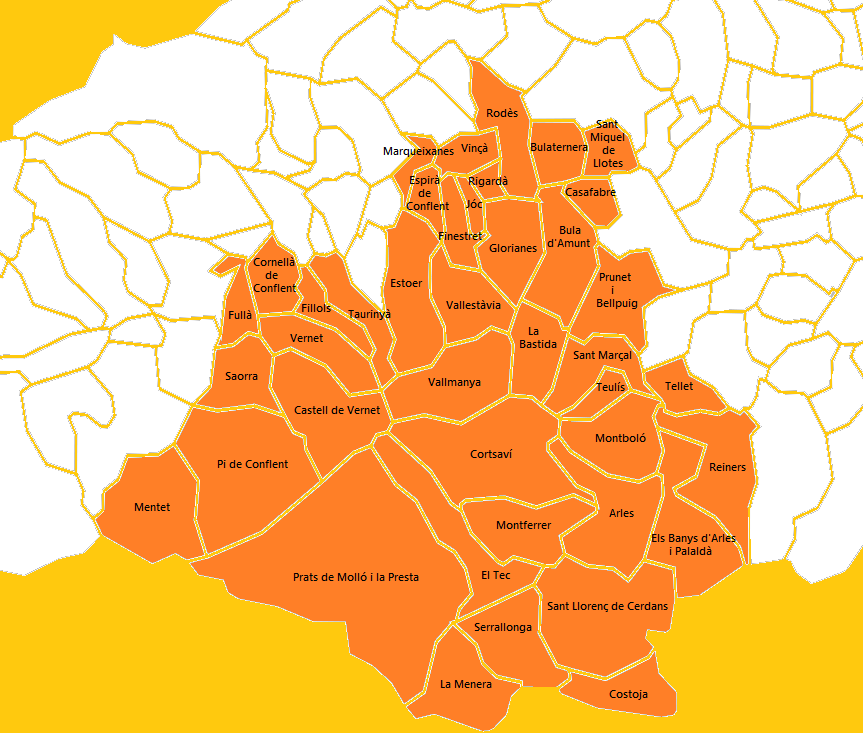
Mapa del Cantó del Canigó

A les eleccions cantonals del 2015 Costoja ha estat inclosa en el cantó número 2, denominat El Canigó, amb capitalitat al poble dels Banys d'Arles, de la comuna dels Banys d'Arles i Palaldà. Està format per les viles d'Arles, Prats de Molló i la Presta, Sant Llorenç de Cerdans, del Vallespir, i Vinçà, del Rosselló, i els pobles del Conflent de Castell de Vernet, Cornellà de Conflent, Espirà de Conflent, Estoer, Fillols, Finestret, Fullà, Glorianes, Jóc, Marqueixanes, Mentet, Pi de Conflent, Rigardà, Rodès, Saorra, Taurinyà, Vallestàvia, Vallmanya i Vernet, els del Rosselló de la Bastida, Bula d'Amunt, Bulaternera, Casafabre, Prunet i Bellpuig, Sant Marçal, Sant Miquel de Llotes, Tellet i Teulís, i els del Vallespir dels Banys d'Arles i Palaldà, Cortsaví, Costoja, la Menera, Montboló, Montferrer, Reiners, Serrallonga i el Tec forma part del cantó número 2, del Canigó (nou agrupament de comunes fruit de la reestructuració cantonal feta amb motiu de les eleccions cantonals i departamentals del 2015). Són conselleres per aquest cantó Ségolène Neuville i Alexandre Reynal, tots dos del Partit Socialista francès.

### La Casa Transfronterera

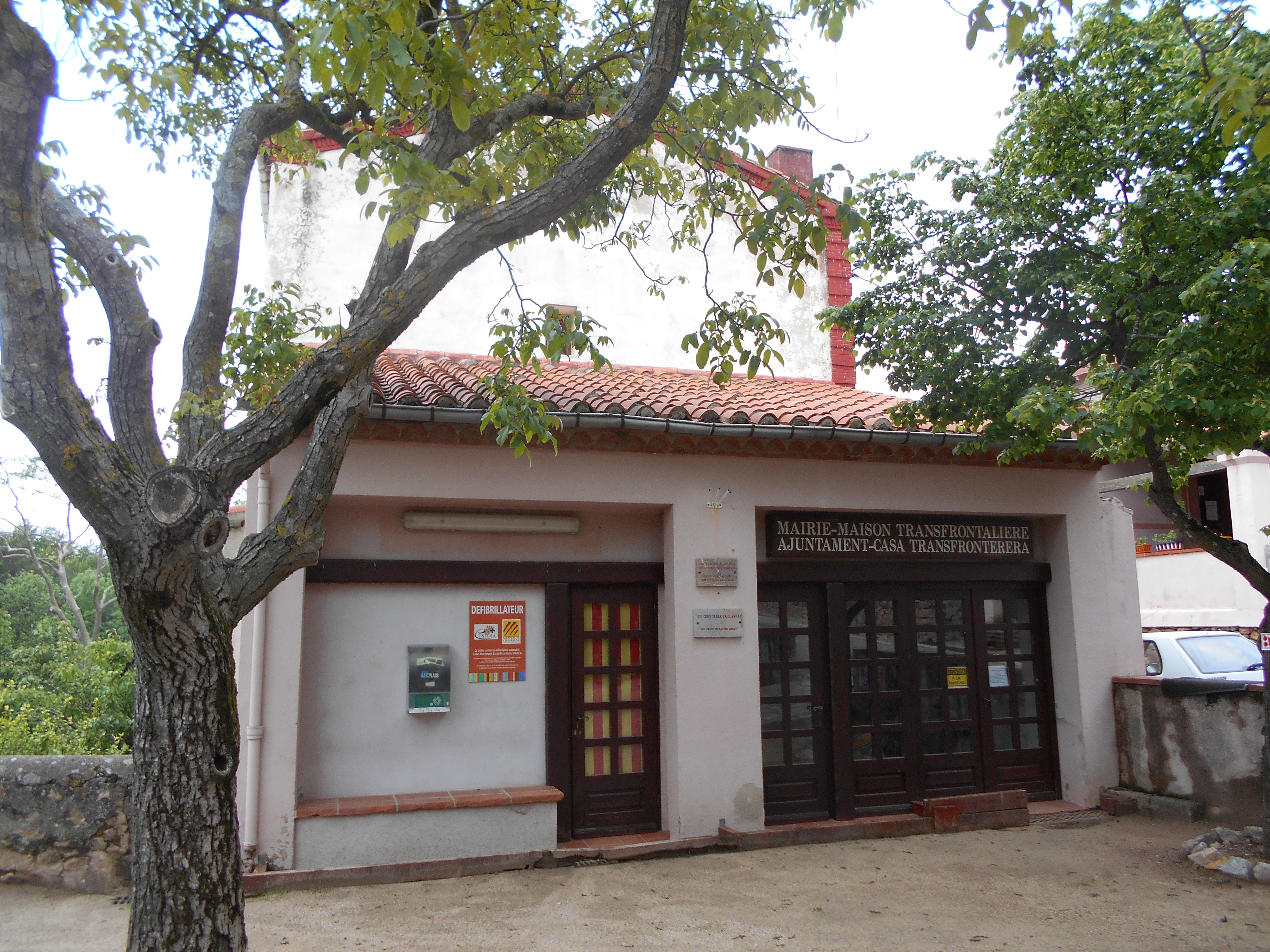
La Casa Transfronterera de Costoja

A Costoja hi ha la Casa Transfronterera, una de les seus de l'organisme transfronterer Comunitat de Treball dels Pirineus (CTP), creat per tal d'incentivar el diàleg i les activitats dels pobles veïns a banda i banda de la línia oficial de frontera estatal, i que disposa d'un programa de treball per al període 2014 - 2020. Hi participen tots els governs dels dos vessants dels Pirineus, amb una presidència rotativa. Catalunya la va ostentar del 1987 al 1989 i del 2003 al 2005, Andorra del 1997 al 1999 i del 2013 al 2015, i la Catalunya del Nord (a través de la regió Llenguadoc - Rosselló) del 1991 al 1993 i del 2007 al 2009. Està format pel l'Assemblea General, el Comitè Executiu o Consell d'Administració i quatre comissions temàtiques: Infraestructures i comunicacions, Formació i desenvolupament tecnològic, Cultura, joventut i esport i Desenvolupament sostenible.

## Ensenyament i cultura
En l'actualitat, Costoja i Vila-roja no disposen pas de cap mena d'establiment escolar (l'antiga escola de Costoja és actualment seu del govern municipal), atès el baix nivell de població de la comuna. Les escoles maternals i primàries més properes són a Sant Llorenç de Cerdans, Serrallonga, Arles i els Banys d'Arles i Palaldà. Els col·legis de secundària, a Arles i Ceret, i els liceus per cursar el batxillerat, a Ceret i Vilallonga dels Monts.
Només hi ha tres associacions actives, a la comuna: una societat de caçadors, una comissió de festes i l'anomenada Salvaguarda del Patrimoni Costoja - Vila-roja, creada a finals del 2016, totes tres comunes entre Costoja i Vila-roja.

## Persones il·lustres
- Francesc Sabaté Llopart, Quico Sabaté (1915-1960): anarquista català membre de la resistència antifranquista coneguda popularment com a maqui que va viure a Costoja alguns anys.